# フォートワース
フォートワース（英語: Fort Worth）は、アメリカ合衆国テキサス州北部タラント郡にある郡庁所在地の都市。同郡の郡庁所在地であり、州内ではオースティンに次いで5番目に、全米で13番目に人口が多い。面積約350平方マイル (910 km2)で、タラント郡の他にデントン郡、ジョンソン郡、パーカー郡、ワイズ郡に跨がる。2022年の調査によると、人口は958,692人である。全米の都市圏で4番目に人口の多いダラス・フォートワース複合都市圏で2番目に大きい都市である。
1849年にトリニティ川を見渡せる断崖の上に野戦軍前哨基地としてフォートワース市が創立された。歴史的にテキサスロングホーン売買の中心地となっている。西部開拓時代の名残りや伝統的建築およびデザインに囲まれている。沿海域戦闘艦フォートワースはアメリカ海軍で初めて都市名を付けられた船である。近隣のダラスは記録が残っている限りダラス・フォートワース都市圏人口の過半数を占めているが、フォートワースも21世紀初頭より全米で最も人口が急増している都市の1つとなっており、2000年の人口の約2倍となっている。
フォートワースはヴァン・クライバーン国際ピアノコンクールの開催地であり、現代建築家の設計による美術館や博物館がある。キンベル美術館はルイス・I・カーンが設計し、レンゾ・ピアノが追加設計した。フォートワース現代美術館は安藤忠雄が設計した。エーモン・カーター美術館はフィリップ・ジョンソンが設計し、アメリカ美術品を所蔵している。シド・リチャードソン美術館はデイヴィッド・シュワルツが再設計し、フレデリック・レミントンやチャールズ・マリオン・ラッセルなど西部開拓時代の美術品を所蔵している。フォートワース科学歴史博物館はメキシコのリカルド・レゴレッタが設計した。
フォートワースにはテキサスクリスチャン大学、テキサス・ウェズリヤン大学、北テキサス大学健康科学センター、テキサスA&M大学法科大学院などの学生街がある。ベル・ヘリコプター、アメリカン航空、BNSF鉄道、チップ・ワン・エクスチェンジなど複数の国際的企業がフォートワースに本社を構える。

## 概要
空の玄関口であるダラス・フォートワース国際空港があり、臨空型工業が発展している。
第35代アメリカ合衆国大統領ジョン・F・ケネディが暗殺される前に最後となる演説を行った都市である。

## 歴史
1843年、現在のアーリントンとなるバーズフォートにて、テキサス共和国と複数のネイティブ・アメリカンの部族との間でバーズフォート平和条約が締結された。条約の第11条は、誰もテキサス共和国大統領の許可なく取引所のネイティブ・アメリカンの領土の境界線を越えてはならず、ネイティブ・アメリカンの領土に居住または滞在してはならない、と定めていた。のちにこれらの取引所は現在のフォートワースのトリニティ川のクリアフォークとウエストフォークの合流点となった。1849年、米墨戦争終結に伴い、陸軍省は開拓地を守るため10箇所の砦の最北端としてこの合流点にフォートワースを設立した。これによりフォートワースは「西部開拓の始まりの場所」として知られている。
1848年から1849年、米墨戦争後の西部のフロンティアとなるテキサスの開拓者たちを守るため、フォートワース、フォートグラハム、フォートゲイツ、フォートクロガン、フォートマーティンスコット、フォートリンカーン、フォートダンカンの7つの駐屯地が設立された。1849年にテキサス省を指揮していたウィリアム・ジェンキンス・ワース少将は当初10箇所の砦を提案していた。1849年1月、ワースはイーグル・パスからトリニティ川のウェスト・フォークとクリア・フォークの合流まで西部テキサス開拓地の印として10箇所の砦を提案した。1ヶ月後にワースはテキサス南部でコレラにより亡くなった。
ウィリアム・S・ハーニー将軍はテキサス省の指揮を引き受け、第2竜騎兵団F隊のリプリー・A・アーノルド少佐にウェスト・フォーク、クリア・フォーク近くに新たな砦の場所を探すよう命じた。1849年6月6日、アーノルド少佐はミドルトン・テイト・ジョンソンの勧めによりトリニティ川岸に野営地を設立し、亡くなったワース少将に敬意を表してキャンプワースと名付けた。1849年8月、アーノルド少佐は野営地をトリニティ川のクリア・フォークの河口を見下ろすことができる北向きの断崖に移動した。1849年11月14日、陸軍省はこの野営地を公式にフォートワースと名付けた。
テネシー出身のES・テレルはフォートワース初の住民と主張していた。1年目に洪水となり断崖の上部を現在の郡庁舎の位置に移転した。1853年9月17日、野営地は遺棄され、形跡は残っていない。
伝説的なチズム・トレイルの中継地点として、フォートワースはウシの移送の事業により活気づき、賑やかな街となった。何百万頭のウシがこのトレイルを通り、北の市場に移送された。フォートワースは「キャトル・ドライヴ」(牛の移送)の中心地、のちに酪農の中心地となった。これによりフォートワースは「カウタウン」(牛の街)と呼ばれるようになった。
南北戦争の間、フォートワースは資金、食料、生活用品の不足に窮していた。人口は175人まで減少したが、リコンストラクションの間に持ち直し始めた。1872年までにジェイコブ・サミュエルズ、ウィリアム・ジェシー・ボーズ、ウィリアム・ヘンリー・デイヴィスが雑貨屋を開業した。翌年、クレバー・M・ヴァン・ザントはティボール・ヴァン・ザント&カンパニーを創立し、1884年にフォートワース国立銀行となった。
1875年、「ダラス・ヘラルド」紙に元弁護士ロバート・E・コワートが、1873年の経済危機および厳冬によるフォートワースの人口減少により酪農業が莫大な損害を受けたという記事を執筆した。フォートワースの30マイル (48 km)外側の線路の設置の中止による減退に加え、コワートはフォートワースの成長があまりに遅く、裁判所近くの路上にパンサーが寝ているのを見たと語った。侮辱を意図したものであったが、1876年に経済が回復すると「パンサー・シティ」という名が受け入れられた。多くの企業や組織が「パンサー」という言葉をその名に使用し続けている。フォートワース市警のバッジの上部にパンサーがあしらわれている。「パンサー・シティ」の言葉はトリニティ川のパンサー島、フラットアイアンビルディング (テキサス州フォートワース)、フォートワース駅、市内の複数の「眠りパンサー」像などに表現されている。

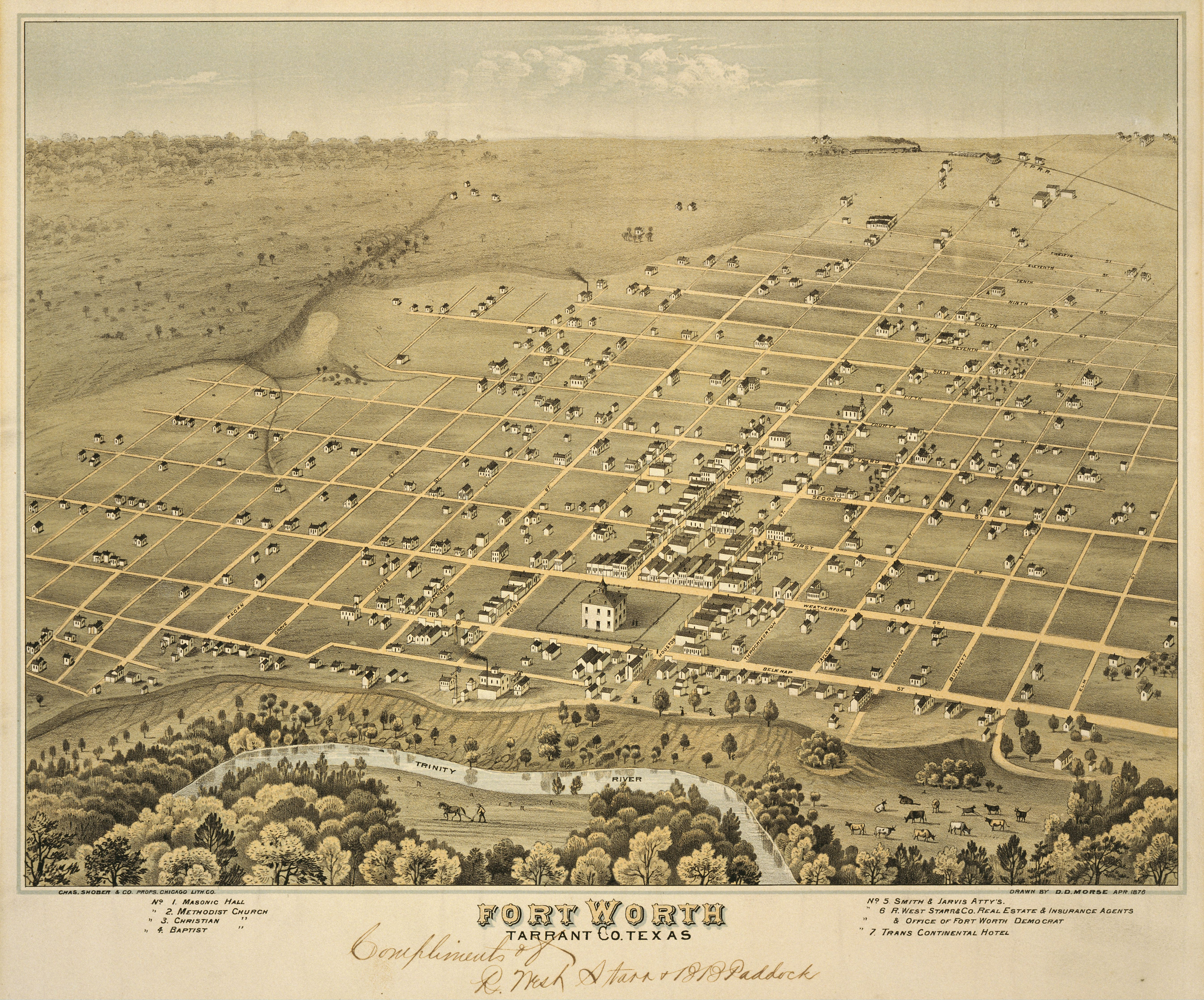
1876年のフォートワースのリトグラフ

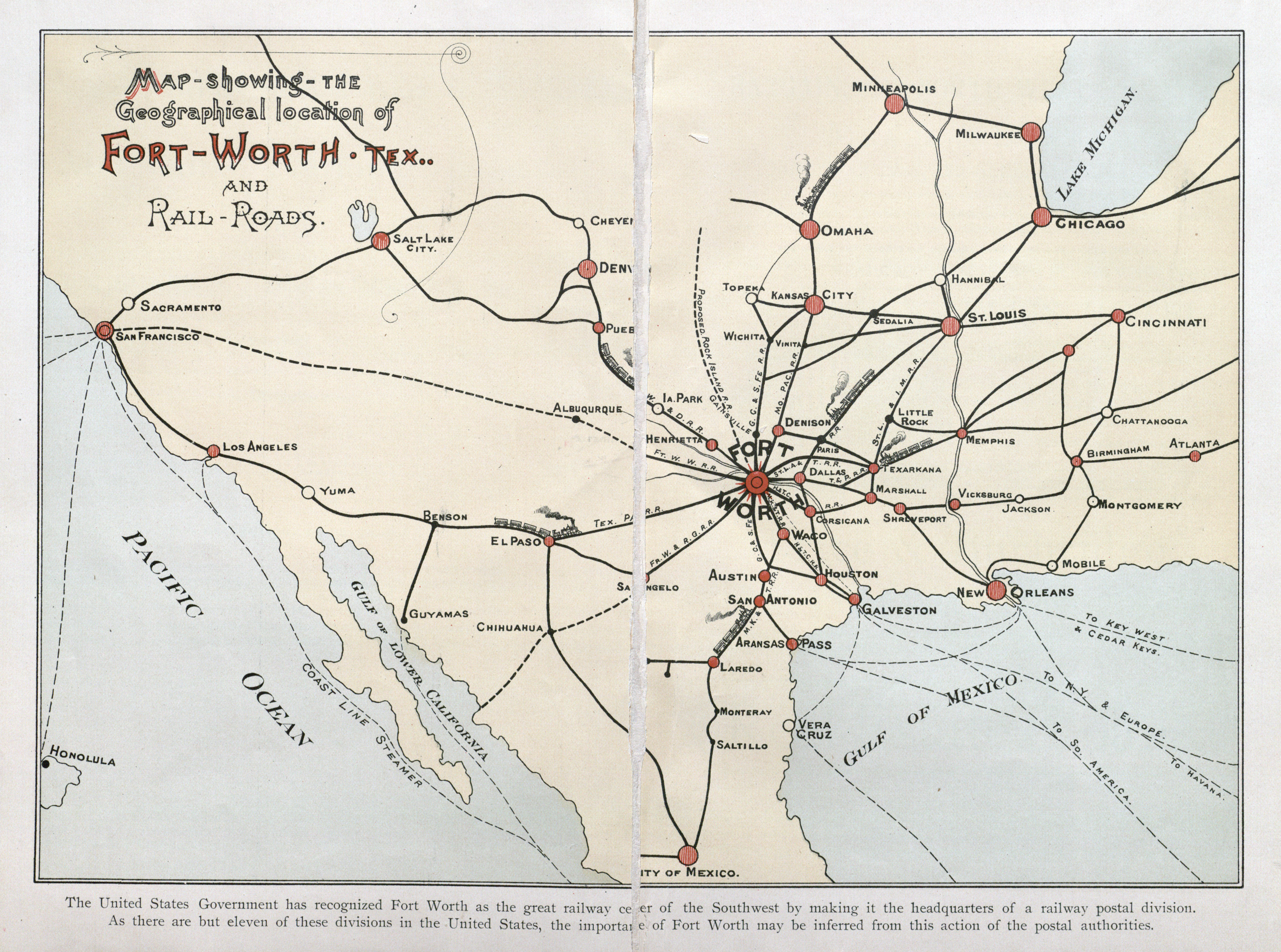
1888年、フォートワースを中心とする路線図

1876年、テキサス&パシフィック鉄道がようやくフォートワースに開通すると好景気となり、家畜飼育場フォートワース・ストックヤードをウシの卸売市場の主要中心地に変遷させた。 戦争により壊滅的に荒廃した南部からの移住者の人口が増加し続け、小規模な町工場や製粉所は規模を大きくした。交通網の発展により地域市場を提供し、「"Queen City of the Prairies"」と呼ばれるようになった。
フォートワースは鉄道線路の最西端の終点となり、ウシの出荷の乗り継ぎ地点となった。マサチューセッツ州ボストンを拠点とする実業家でフォートワース・ストックヤードの大株主であるルヴィル・ナイルズは当時最大となる精肉会社アーマー社とスウィフト社を誘致した。
好景気となり、様々なエンタテイメントが始まり、これに関わる問題も起きた。フォートワースの牧畜業の労働者たちは浪費をするようになった。カウボーイたちはフォートワースからカンザス北部へ向かうチズム・トレイルでの長旅の前に娯楽を満喫した。彼らは地元店から食料を買いだめして、ギャンブルや酒盛りのために酒場を訪れ、ウシを連れて北へ向かい、また狂乱のためだけに帰ってくる。すぐにチズム・トレイルの北の終点ドッジシティの南部に多数の酒場、ダンスホール、娼館が集まるヘルズ・ハーフ・エイカー(またはザ・エイカー)ができ、フォートワースは「"Paris of the Plains"」(平原のパリ)と呼ばれるようになった。
街には一般の市民が立ち入ることができない場所があった。毎晩、銃撃、刺殺、強盗、乱闘が発生していた。カウボーイたちはバッファロー狩猟者、ガンマン、探検家、詐欺師など多様な人々の寄せ集めであった。ヘルズ・ハーフ・エイカーは人口の増加に伴って拡大していった。ヘルズ・ハーフ・エイカーは1876年にできた3つの行政区に因み「"the bloody Third Ward"」(血まみれの3区)と呼ばれることもあった。1900年までにヘルズ・ハーフ・エイカーは南北に通じる市の主要道のうち4本が走るようになった。1876年、地元市民は治安を懸念し、ティモシー・アイザイア・ロングヘア―・ジム・カートライトをこれらを管理する権限を持つ保安官に選出した。
カートライトは土曜の一晩で30人を投獄することもあったが、街の経済を潤すためギャンブルは容認していた。サム・バスのギャング団のような列車や駅馬車強盗がアジトとしていることを知り、カートライトは処罰を厳しくしたが、複数の実業家は地域の制約が多すぎて合法な事業にも悪い影響が出るとして反対を表明した。徐々にカウボーイたちはこの地域を避け始め、事業も損害を受け、市も解決を図った。1879年、カートライトは解任された。
HSブロイルズのような市長やBBパドックのような新聞記者の撲滅運動に関わらず、ヘルズ・ハーフ・エイカーは違法ではあるが市に利益をもたらし、観光客にも人気であったため存続し続けた。長年のフォートワースの住民は評判ほど荒れていないと主張していたが、1880年代、フォートワースはバット・マスターソン、ドク・ホリデイ、ワイアット・アープ、モーガン・アープ、ヴァージル・アープらにより「ギャンブラーズ・サーキット」として定番の立ち寄り先となっていた。この頃、アープ兄弟の長男ジェイムズ・アープは妻と共にフォートワースのヘルズ・ハーフ・エイカーの端の9番通りとカルホーン通りの交差点の辺りに居住しており、アップタウンの酒場キャトルメンズ・エクスチェンジを度々訪れていた。
改革を目指す市民は、男性客が主な酒場やギャンブル場と違い、男女が大勢集まるダンスホールを問題視していた。
1880年代後半、ブロイルズ市長やRLカーロック郡検事は改革キャンペーンを開始した。1887年2月8日に公の場で銃撃が起き、メイン通りでジム・カートライトが「"King of Fort Worth Gamblers"」(フォートワースのギャンブル王)を自称するルーク・ショートに射殺された。ショートが殺人で収監されると、カートライトの人気によりショートへの報復リンチの噂が流れた。ショートの親友バット・マスターソンが武装してショートの独房前で夜通し守った。
1889年、テキサス初の禁酒令がフォートワースで行なわれ、多様な企業や人口が増えた。黒人の住民が流入したが、州の人種差別政策によりビジネス街や高級住宅街から締め出され、南部に居住した。ヘルズ・ハーフ・エイカーの人気と収益性は下降し、路上にホームレスが増えた。1900年までにほとんどのダンスホールやギャンブル場がなくなり、安っぽいショーや売春が主な娯楽となった。複数の進歩的政治家は革新主義時代のより広い改革方法の一部として「悪」を積極的に探し出して滅ぼすようになった。

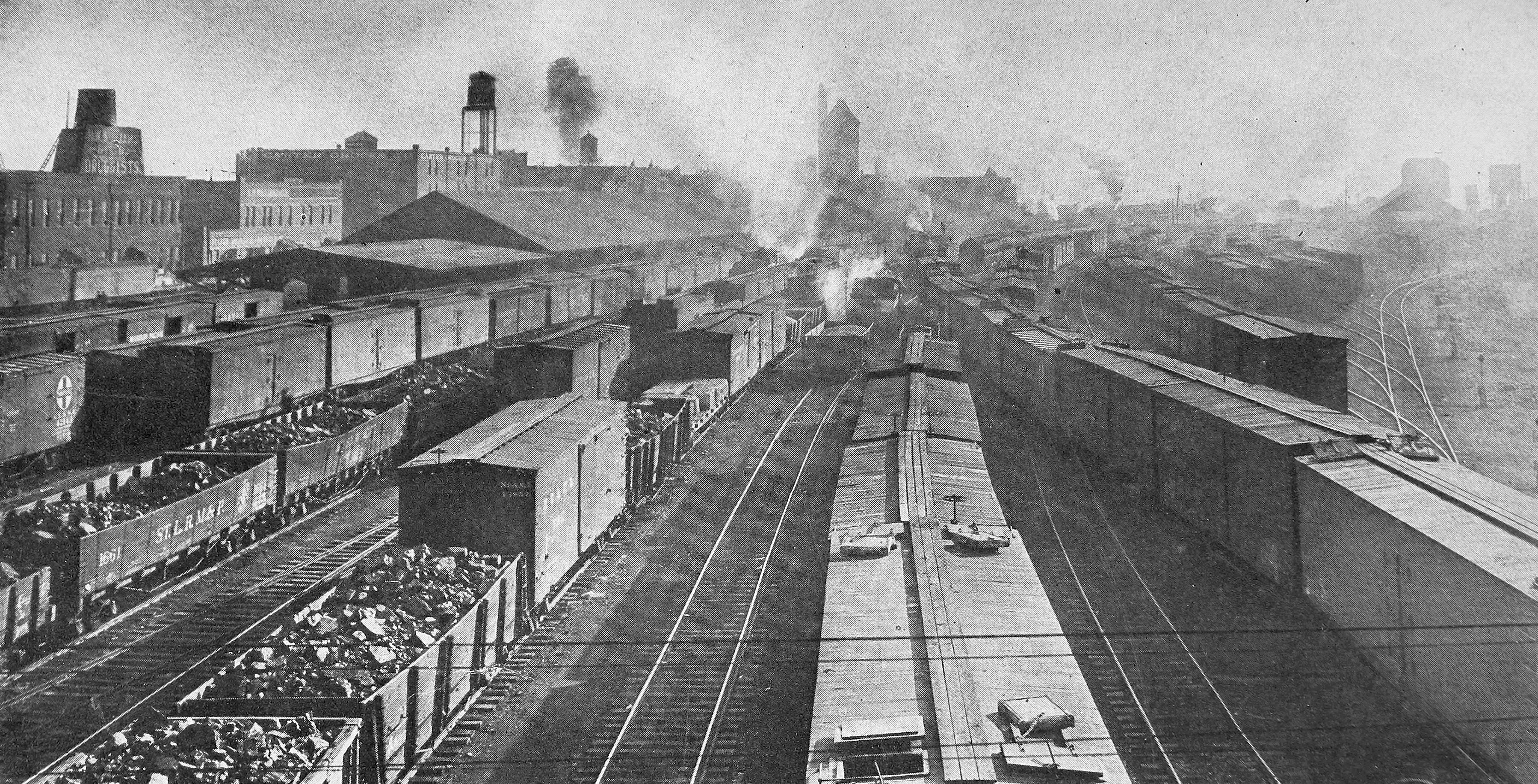
1916年、フォートワースのテキサス&パシフィック鉄道の操車場

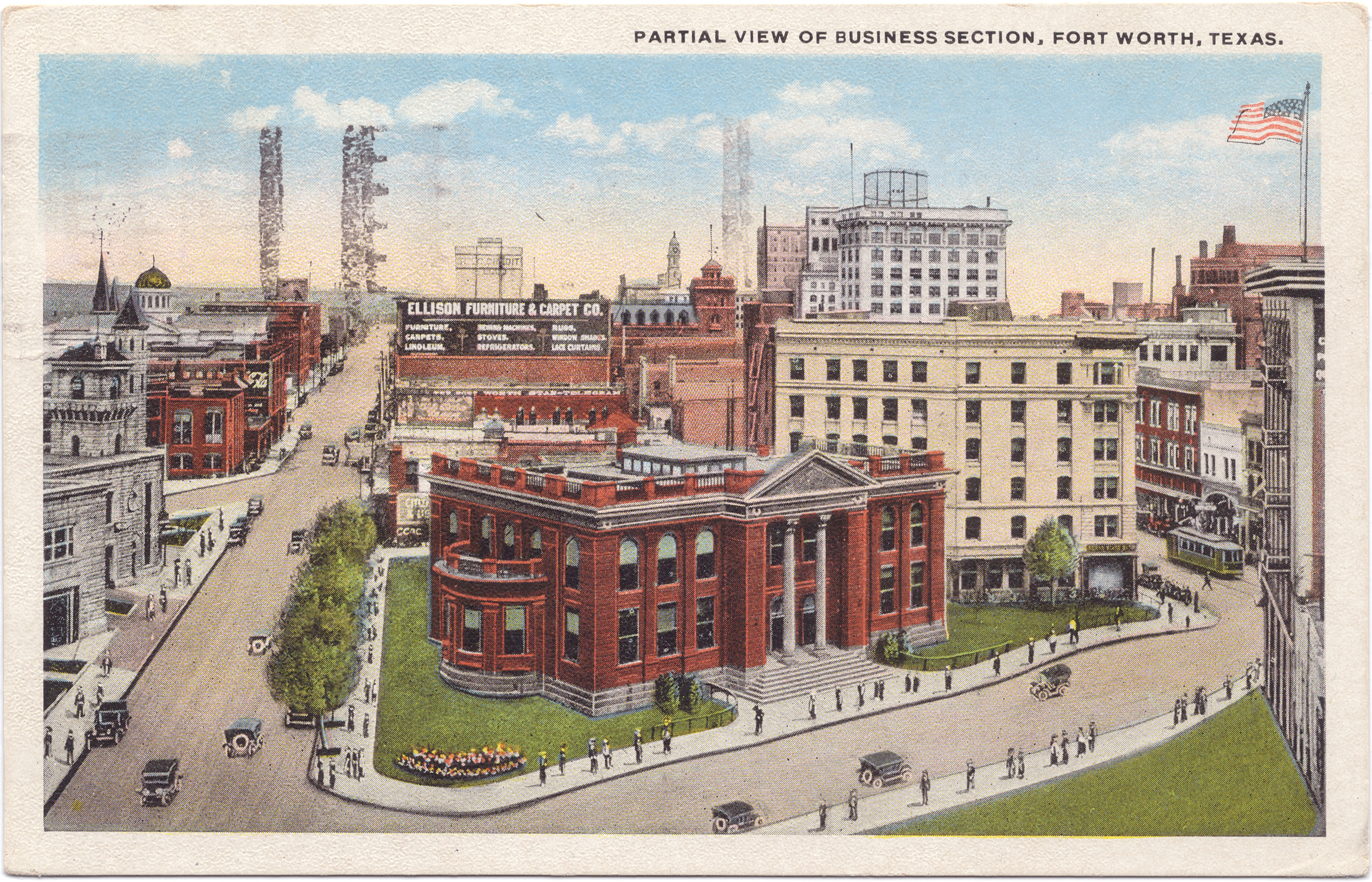
1921年、フォートワースのビジネス地区の絵葉書

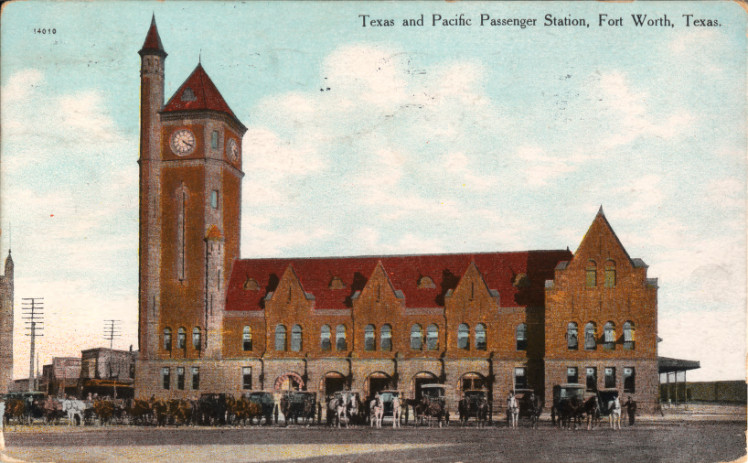
1909年頃、フォートワースのテキサス&パシフィック旅客駅の絵葉書

1911年、J・フランク・ノリス牧師は「バプティスト・スタンダード」紙で競馬賭博に反対して攻撃し始め、フォートワースのファースト・バプティスト教会の説教壇で「悪」や売春を非難した。ノリスがフォートワースの実業家たちとヘルズ・ハーフ・エイカーの土地を結びつけ始め、説教壇からその名を発表し、騒動は激化した。1912年2月4日の夜、ノリスと敵対する者が油を浸して火をつけたぼろ切れの束をノリスの教会のポーチに投げ込んだが、火は消し止められ、被害は最小限に食い止めた。1ヶ月後、放火犯は牧師館を焼失させた。1ヶ月に亘る裁判にて、ノリスはこの2回の火災に関わる偽証の罪と放火罪で告訴された。ノリスは放免されたが、1917年までヘルズ・ハーフ・エイカーへの攻撃を細々と続けた。新たな市政および連邦政府はフォートワースを軍事訓練キャンプに最適の場所とみなし、ノリスと共にヘルズ・ハーフ・エイカーを閉鎖まで導くこととなった。

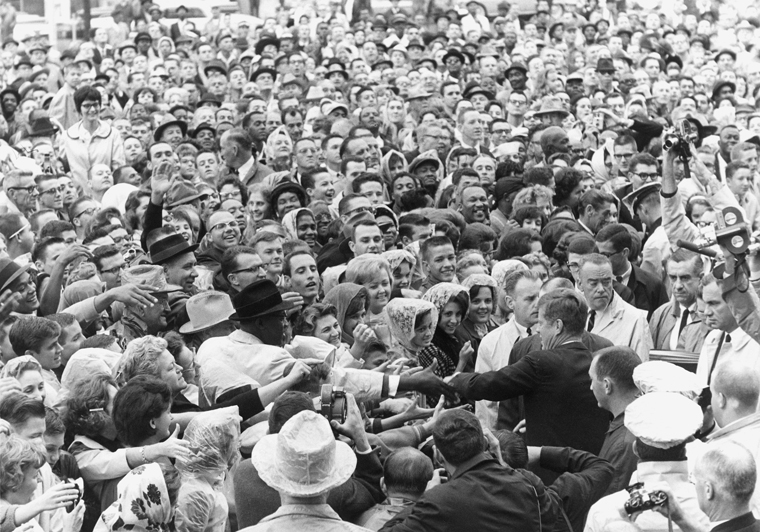
1963年11月22日金曜朝、フォートワースでのジョン・F・ケネディ大統領。この数時間後、ダラスで暗殺された。

警察署はフォートワースの犯罪の50%がヘルズ・ハーフ・エイカーで発生しているという統計をまとめ、この地域に住む善良な市民に意見を聞いた。1917年、第一次世界大戦のアメリカ陸軍訓練施設であるキャンプ・ボウイがフォートワース郊外に設立された。軍人たちは戒厳令を用いてヘルズ・ハーフ・エイカーの売春や酒場を取り締まり、罰金や厳格な実刑判決により犯行は削減された。1919年、ノリスは「ジョン・バーリーコーン(「酒」の隠語)の埋葬」のための模擬葬儀パレードを行ない、ヘルズ・ハーフ・エイカーは過去の物となった。現在でもフォートワース南端にその名を残している。
1921年、ナイルズ・シティ・ストックヤードの精肉会社スウィフト社において白人の組合労働者たちはストライキを行ない、オーナーがスト破りとして労働者を黒人に入れ替えようとした。ストライキの間、スト破りの黒人労働者であるフレッド・ラウスがリンチに遭い、北東12番通りとサミュエル通りの交差点の木に吊るされ白人の群衆に何発も銃で撃たれた。
2000年3月28日午後6時15分、F3竜巻がフォートワースのダウンタウンに直撃し、多くの建物が大きな被害を受けた。うち1つはフォートワースのスカイラインを代表するバンク・ワン・タワーで、最上階には人気のレストランであるリアタが入居していた。その後、高級コンドミニアムに作り替えられ「ザ・タワー」と改名した。1940年代初期に計測を始めてからフォートワース初の大型竜巻となった。
20世紀初頭、テキサス州西部で石油が噴出し始め、1970年代終盤に再び噴出し、フォートワースは運送業、商取引の中心地となった。2007年7月、水平掘削技術の進歩により、バーネット・シェールに市の直下で使用可能な天然ガスの量を膨大にし、多くの住民が鉱業権使用料を受け取ることができた。現在、フォートワース市および多くの住民は地下に埋蔵されている天然ガスに関わる利益と問題に対峙している。
2000年から2006年、全米最速の成長度の大都市となり、「全米で最も住みやすい地域」の1つに選出された。
2020年、フォートワースの市長は継続成長率が20.78%であることを発表した。国勢調査局は2014年から2018年のフォートワースの多様化の始まりに言及した。
近年、移民の増加に伴い、多くのアフリカ系アメリカ人が手頃な生活費や求人のためフォートワースに移住してきている。
2021年2月11日、州間高速道路35号西線にて路上の雨が凍結して車およびトラック133台を巻き込んだ玉突き事故が起こり、少なくとも6人が死亡し複数人が負傷した。

## 地理

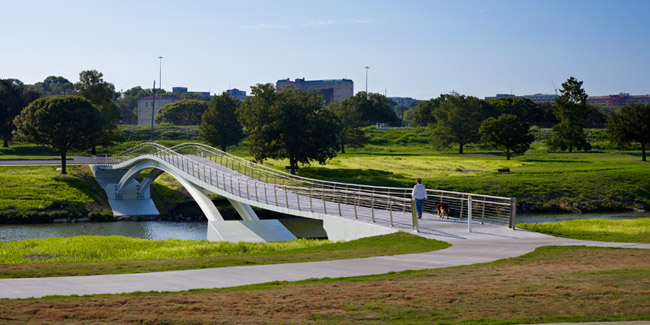
フィリス・J・ティリー記念橋

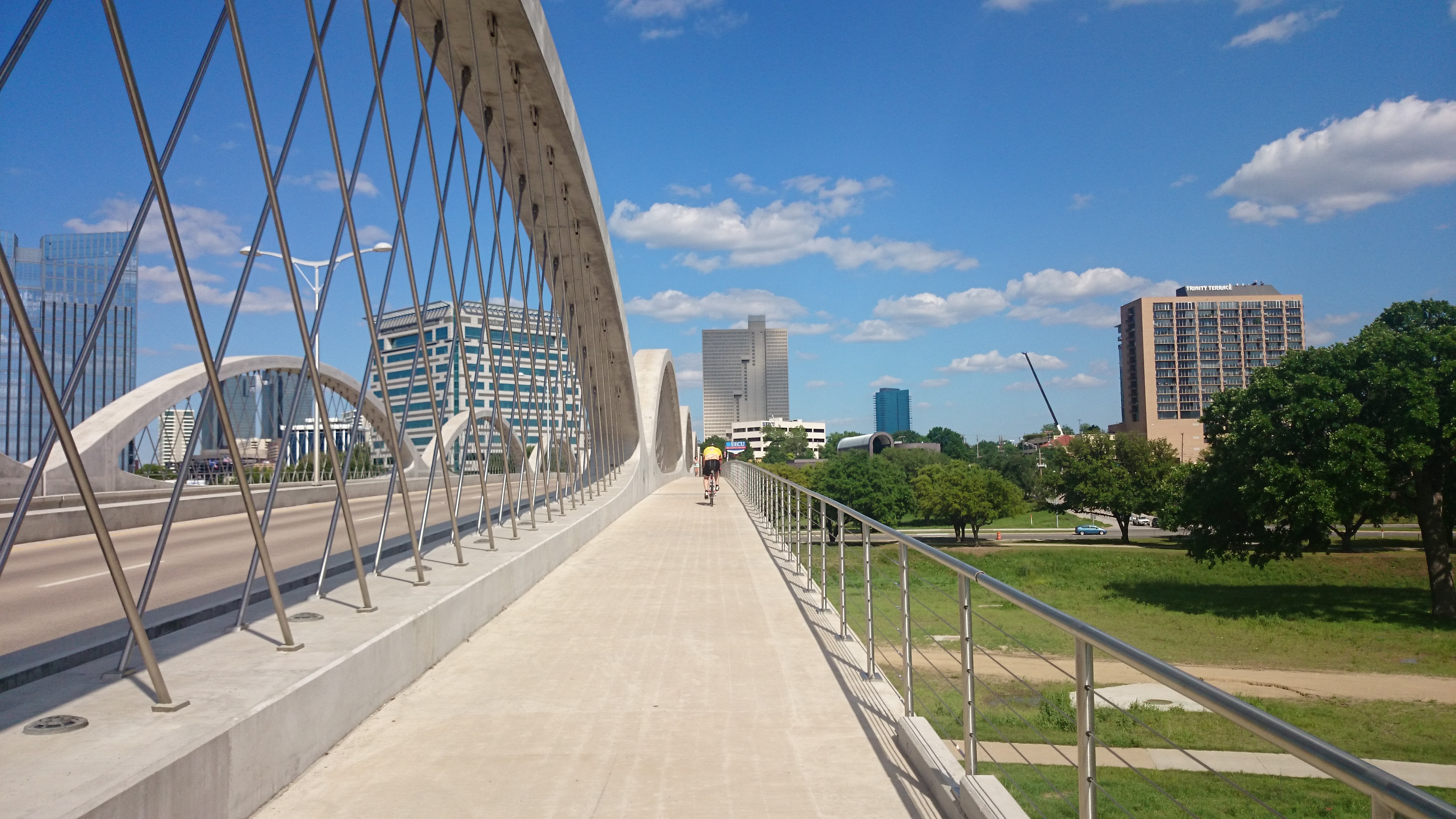
2015年、7番西自転車道

フォートワースはテキサス州北部、ダラスの約50Km西に位置している。トリニティ川が両市を流れる。概して温暖湿潤気候である。クロス・ティンバーズの一部で、森深い東部と緩やかな丘陵地帯や草原の中央部の境界線となっている。特にフォートワースはクロス・ティンバーズの生態地域であるグランド・プレイリーの一部である。アメリカ合衆国統計局によると、この都市は総面積349.2平方マイル (904 km2)である。このうち342.2平方マイル (886 km2)が陸地で7.0平方マイル (18 km2)が水地域である。フォートワースはダラスおよびアーリントンとダラス・フォートワース都市圏を形成している。ダラス・フォートワース複合都市圏で2番目に大きい主要都市である。
フォートワースはウェストワース・ヴィレッジ、リバー・オークス、サギノウ、ブルー・マウンド、ベンブルック、エヴァーマン、フォレスト・ヒル、エッジクリフ・ヴィレッジ、ウェストオーバー・ヒルズ、ホワイト・セトルメント、センサム・パーク、レイク・ワース、レイクサイド、ハスレットなど1つの敷地でなくいくつかの飛び地およびそれに準ずるものがあり、それらは完全にまたはほとんどが囲まれている。
2009年12月現在、バーネット・シェールに天然ガス井戸が1,000箇所以上ある。井戸の敷地は約2–5エーカー (8,100–20,200 m2)の砂利の土地である。市の条例により住居を含む全ての地域に許可されており、井戸は様々な場所で見受けられる。いくつかの井戸は石の壁に囲まれているが、多くは金網で保護されている。
1914年、市から7マイル(11km)のトリニティ川のウェスト・フォークに容量33,495平方エイカーの大規模なダムが完成した。このダムにより形成された湖がワース湖として知られている。

### 地区

#### ストックヤード
フォートワース・ストックヤードは歴史地区に位置する。かつて全米最大の家畜市場の1つであり、フォートワース初期の成長の極めて重要な役割を担った。現在この地域は多くのバー、レストラン、「ビリー・ボブス」のようなカントリー・ミュージックのクラブなどを特色としている。『アイアン・シェフ・アメリカ』、『トップ・シェフ・アメリカ』に出演したフォートワースのセレブリティ・シェフであるティム・ラヴがこの地域で複数のレストランを経営している。

#### アッパー・ウェスト・サイド
アッパー・ウェスト・サイドはフォートワースのダウンタウンの西端にある。ヘンダーソン通りを西に、トリニティ川を東に、州間高速道路30号線を南に、ホワイト・セトルメント通りを北に大まかに囲まれている。中小規模のビルや都市住宅があるが、小売店は極めて少ない。

#### タングルウッド
タングルウッドはトリニティ川の分岐に沿った低地で、フォートワース中心部のビジネス地区から5マイル南西にある。タングルウッドは2つの地域に分けられる。西部は1854年のフェリックス・G・ビースリーの調査区、川の分岐沿いの東部は1876年のジェイムス・ハワードの調査区である。当初のタングルウッド地区への通路であった2本の轍の泥道は現在ベレア通り南となっている。開発時まで、子供たちは現在のトリニティ・コモンズ・ショッピング・センター近くのベレア通り南の橋の位置にあった深い穴の川で泳いでいた。現在のベレア・パーク・コート、マーケット・コート、オータム・コートの敷地は元々酪農場であった。

### 建築

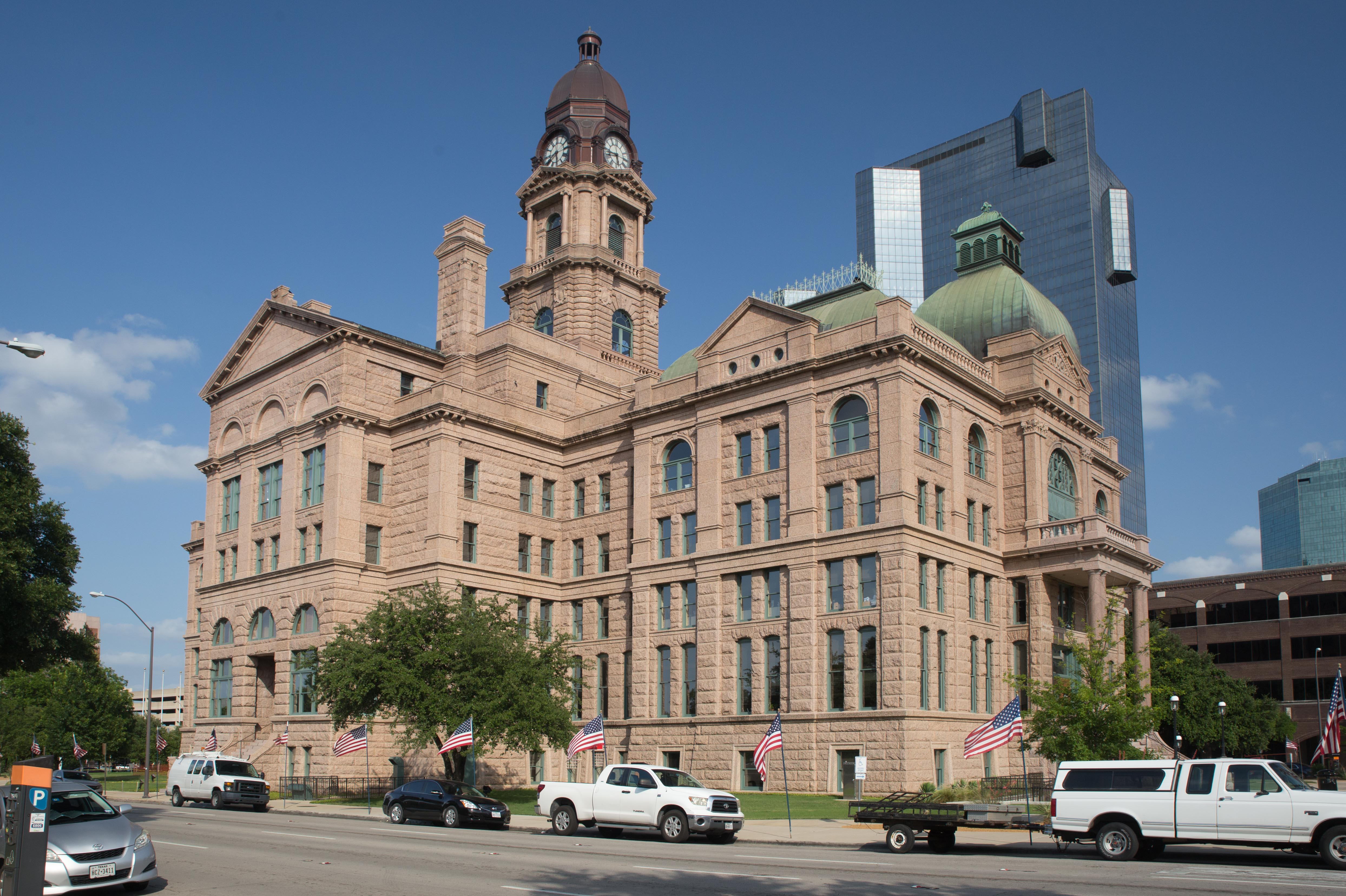
タラント郡庁舎

フォートワースのダウンタウンはユニークで素朴な建築と共にアール・デコ様式の建築が多いことで知られる。タラント郡庁舎はテキサス州会議事堂を模してアメリカン・ボザール様式にて建てられた。サンダンス・スクエアの周囲の建築物の多くは20世紀初頭のファサードが保存されている。サンダンス・スクエアの周りの複数のブロックにて州内で唯一年中クリスマスのイルミネーションが行なわれている。

### 気候
ケッペンの気候区分では温暖湿潤気候（Cfa）に属する。アメリカ合衆国農務省の耐寒性区分は8aである。夏季は非常に暑く湿度が高く、冬季は寒さが穏やかである。最も暑いのは8月で、最高平均気温は96 °F (35.6 °C)、夜間の最低平均気温は75 °F (23.9 °C)で、平均気温は85 °F (29.4 °C)である。最も寒いのは1月で、最高平均気温は56 °F (13.3 °C)、最低平均気温は35 °F (1.7 °C)で、平均気温は46 °F (8 °C)である。1980年6月26日と27日の熱波の113 °F (45.0 °C)が史上最高気温である。1899年2月12日の−8 °F (−22.2 °C)が史上最低気温である。テキサス州北部にあるため、フォートワースはスーパーセルの影響を受けやすく、大きな雹ができやすく竜巻が起きやすい。
平均年間降水量は34.01インチ (863.9 mm)である。降水量が最も多いのは5月で4.58インチ (116.3 mm)となる。降水量が最も少ないのは1月で1.70インチ (43.2 mm)となる。測定を開始して以来、1921年に最も降水量が少なく17.91インチ (454.9 mm)で、2015年に最も降水量が多く62.61インチ (1,590.3 mm)であった。1922年4月が最も降水量が多く17.64インチ (448.1 mm)で、中でも4月25日は8.56インチ (217.4 mm)であった。
平均年間降雪量は2.6インチ (66.0 mm)である。1978年2月が最も降雪量が多く13.5インチ (342.9 mm)で、1977年から1978年の冬が最も降雪量が多く17.6インチ (447.0 mm)であった。
ダラス・フォートワース都市圏のアメリカ国立気象局のオフィスはフォートワース北東にある。
| テキサス州フォートワース・ミーチャム国際空港 (1991年から2020年の平時、1940年から現在の最低最高気温)の気候 | テキサス州フォートワース・ミーチャム国際空港 (1991年から2020年の平時、1940年から現在の最低最高気温)の気候 | テキサス州フォートワース・ミーチャム国際空港 (1991年から2020年の平時、1940年から現在の最低最高気温)の気候 | テキサス州フォートワース・ミーチャム国際空港 (1991年から2020年の平時、1940年から現在の最低最高気温)の気候 | テキサス州フォートワース・ミーチャム国際空港 (1991年から2020年の平時、1940年から現在の最低最高気温)の気候 | テキサス州フォートワース・ミーチャム国際空港 (1991年から2020年の平時、1940年から現在の最低最高気温)の気候 | テキサス州フォートワース・ミーチャム国際空港 (1991年から2020年の平時、1940年から現在の最低最高気温)の気候 | テキサス州フォートワース・ミーチャム国際空港 (1991年から2020年の平時、1940年から現在の最低最高気温)の気候 | テキサス州フォートワース・ミーチャム国際空港 (1991年から2020年の平時、1940年から現在の最低最高気温)の気候 | テキサス州フォートワース・ミーチャム国際空港 (1991年から2020年の平時、1940年から現在の最低最高気温)の気候 | テキサス州フォートワース・ミーチャム国際空港 (1991年から2020年の平時、1940年から現在の最低最高気温)の気候 | テキサス州フォートワース・ミーチャム国際空港 (1991年から2020年の平時、1940年から現在の最低最高気温)の気候 | テキサス州フォートワース・ミーチャム国際空港 (1991年から2020年の平時、1940年から現在の最低最高気温)の気候 | テキサス州フォートワース・ミーチャム国際空港 (1991年から2020年の平時、1940年から現在の最低最高気温)の気候 |
| 月 | 1月 | 2月 | 3月 | 4月 | 5月 | 6月 | 7月 | 8月 | 9月 | 10月 | 11月 | 12月 | 年 |
| --- | --- | --- | --- | --- | --- | --- | --- | --- | --- | --- | --- | --- | --- |
| 最高気温記録 °F （°C）                                                                                    | 88 (31)                                                                                                   | 97 (36)                                                                                                   | 96 (36)                                                                                                   | 102 (39)                                                                                                  | 101 (38)                                                                                                  | 107 (42)                                                                                                  | 112 (44)                                                                                                  | 110 (43)                                                                                                  | 112 (44)                                                                                                  | 106 (41)                                                                                                  | 95 (35)                                                                                                   | 90 (32)                                                                                                   | 112 (44)                                                                                                  |
| 平均最高気温 °F （°C）                                                                                    | 56.4 (13.6)                                                                                               | 60.5 (15.8)                                                                                               | 68.0 (20)                                                                                                 | 75.6 (24.2)                                                                                               | 83.5 (28.6)                                                                                               | 91.5 (33.1)                                                                                               | 95.7 (35.4)                                                                                               | 95.9 (35.5)                                                                                               | 88.3 (31.3)                                                                                               | 77.9 (25.5)                                                                                               | 66.2 (19)                                                                                                 | 57.8 (14.3)                                                                                               | 76.4 (24.7)                                                                                               |
| 日平均気温 °F （°C）                                                                                      | 45.8 (7.7)                                                                                                | 49.8 (9.9)                                                                                                | 57.3 (14.1)                                                                                               | 64.7 (18.2)                                                                                               | 73.3 (22.9)                                                                                               | 81.4 (27.4)                                                                                               | 85.1 (29.5)                                                                                               | 85.2 (29.6)                                                                                               | 77.7 (25.4)                                                                                               | 66.9 (19.4)                                                                                               | 55.7 (13.2)                                                                                               | 47.5 (8.6)                                                                                                | 65.9 (18.8)                                                                                               |
| 平均最低気温 °F （°C）                                                                                    | 35.3 (1.8)                                                                                                | 39.1 (3.9)                                                                                                | 46.5 (8.1)                                                                                                | 53.8 (12.1)                                                                                               | 63.1 (17.3)                                                                                               | 71.2 (21.8)                                                                                               | 74.6 (23.7)                                                                                               | 74.5 (23.6)                                                                                               | 67.1 (19.5)                                                                                               | 55.9 (13.3)                                                                                               | 45.3 (7.4)                                                                                                | 37.3 (2.9)                                                                                                | 55.3 (12.9)                                                                                               |
| 最低気温記録 °F （°C）                                                                                    | −2 (−19)                                                                                                  | −2 (−19)                                                                                                  | 10 (−12)                                                                                                  | 28 (−2)                                                                                                   | 38 (3) | 52 (11)                                                                                                   | 60 (16)                                                                                                   | 58 (14)                                                                                                   | 40 (4) | 24 (−4)                                                                                                   | 19 (−7)                                                                                                   | 10 (−12)                                                                                                  | −2 (−19)                                                                                                  |
| 降水量 inch （mm）                                                                                        | 2.05 (52.1)                                                                                               | 2.41 (61.2)                                                                                               | 3.16 (80.3)                                                                                               | 3.06 (77.7)                                                                                               | 4.02 (102.1)                                                                                              | 4.02 (102.1)                                                                                              | 2.18 (55.4)                                                                                               | 2.23 (56.6)                                                                                               | 2.59 (65.8)                                                                                               | 4.46 (113.3)                                                                                              | 2.52 (64)                                                                                                 | 2.64 (67.1)                                                                                               | 35.34 (897.6)                                                                                             |
| 平均降水日数                                                                                              | 7.2 | 6.1 | 7.5 | 7.2 | 9.3 | 7.2 | 4.7 | 4.5 | 5.8 | 7.1 | 6.7 | 6.5 | 79.8 |
| 平均月間日照時間                                                                                          | 186.0 | 169.5 | 217.0 | 240.0 | 248.0 | 300.0 | 341.0 | 310.0 | 240.0 | 217.0 | 180.0 | 186.0 | 2,834.5                                                                                                   |
| 日照率 | 60 | 55 | 58 | 62 | 57 | 71 | 79 | 77 | 67 | 64 | 60 | 60 | 64.2 |
| 出典1：National Climatic Data Center                                                                      | | | | | | | | | | | | | |
| 出典2：Weather Atlas (sunshine data, UV index)                                                            | | | | | | | | | | | | | |

## 人口動勢
タラント郡最多の人口であり、ダラス・フォートワース都市圏で2番目に人口が多い。ダラス・フォートワース都市圏はテキサス州の4分の1の人口であり、州内およびアメリカ合衆国南部で最大であり、ヒューストン都市圏が続く。2018年、アメリカン・コミュニティ・サーヴェイの見積もりによるとフォートワースの人口は90万人近くであった。2019年、909,585人に増加した。2020年の国勢調査によると、フォートワースの人口は918,915人であった。
2018年の国勢調査局の見積もりによると、337,072戸、308,188世帯および208,389家族が暮らしている。世帯平均人数は2.87人で、平均家族人数は3.50人である。持ち家率は56.4%、借家率は43.6%であった。2018年の収入中央値は$58,448、平均収入は$81,165であった。この都市の一人当たりの収入（per capita income）は29,010米ドルである。人口の15.6%は貧困線以下である。
2010年のアメリカン・コミュニティ・サーヴェイの見積もりによると、291,676戸、261,042世帯および174,909家族が暮らしている。世帯平均人数は2.78人で、平均家族人数は3.47人であった。92,952世帯が18歳未満の子供と暮らしていた。2010年、5.9%が未婚で異性のパートナーと同居し、0.5%が未婚で同性のパートナーと暮らしていた。持ち家率は59.0%、借家率は41.0%であった。収入中央値は$48,224、平均収入は$63,065であった。人口の21.4%は貧困線以下であった。

### 人種および民族
| 人種構成                       | 2020年 | 2010年 | 1990年 | 1970年 | 1940年 |
| ------------------------------ | ------ | ------ | ------ | ------ | ------ |
| 白人(ヒスパニック以外)         | 36.6%  | 41.7%  | 56.5%  | 72.0%  | n/a    |
| ヒスパニックまたはラテン       | 34.8%  | 34.1%  | 19.5%  | 7.9%   | n/a    |
| 黒人またはアフリカ系アメリカ人 | 19.2%  | 18.9%  | 22.0%  | 19.9%  | 14.2%  |
| アジア人                       | 5.1%   | 3.7%   | 2.0%   | 0.1%   | -      |

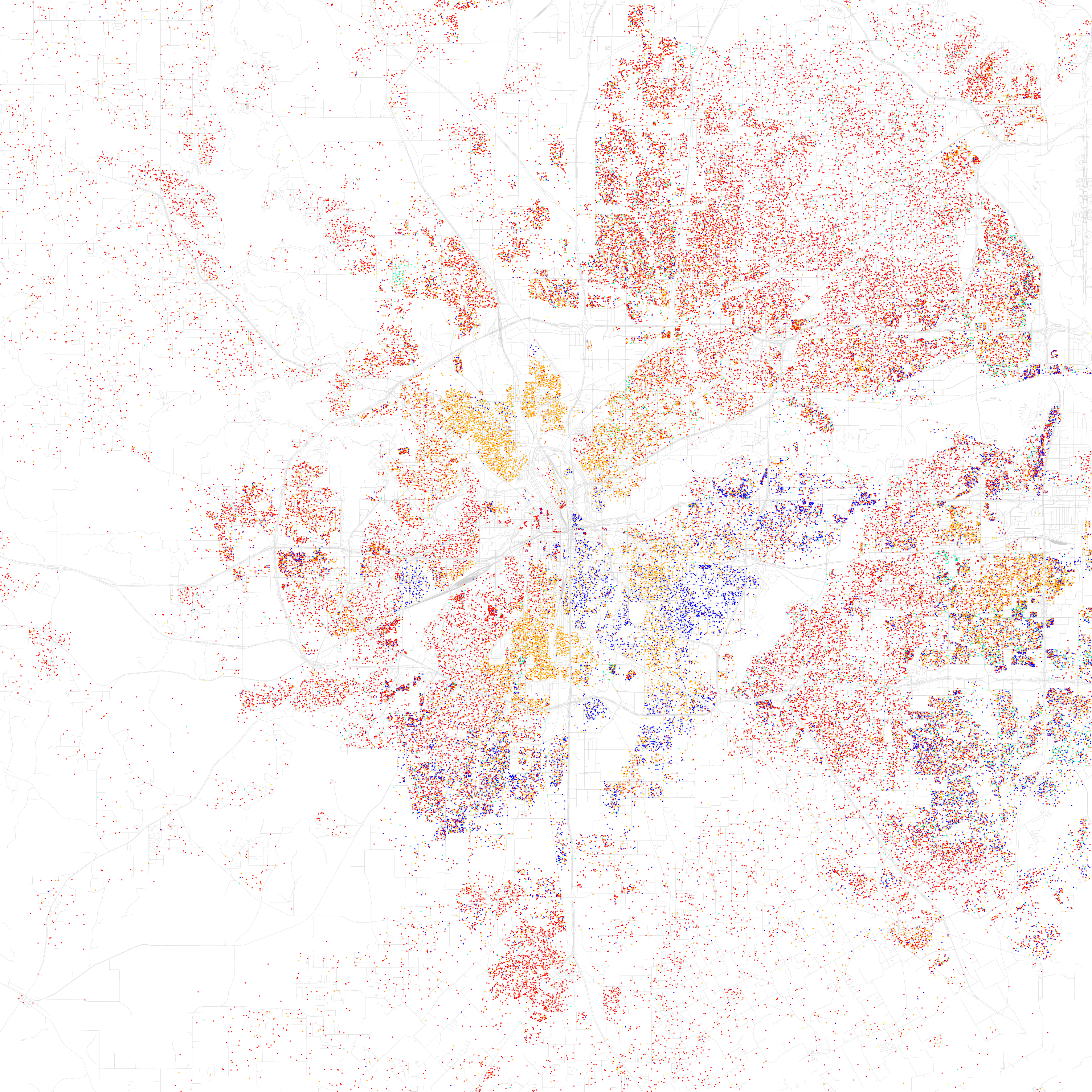
2010年の国勢調査による人種分布。25人ごとに1点が記されている。
白人
黒人
アジア人
ヒスパニック
その他

2010年の国勢調査によると、この都市の人種的な構成は白人61.1%、アフリカン・アメリカン18.9%、先住民0.6%、アジア3.7%、太平洋諸島系0.1%、混血2.1%である。人口の34.1%はヒスパニックまたはラテン系である。2018年、この都市の人種的な構成は白人38.2%%、アフリカン・アメリカン18.6%、先住民0.4%、アジア4.8%、太平洋諸島系0.1%、混血2.1%である。人口の35.5%はヒスパニックまたはラテン系であり、多様化してきている。
2019年、全米で最も多様性のある都市の1つとみなされた。1970年の国勢調査によると、白人72%、アフリカン・アメリカン19.9%、ヒスパニックまたはラテン系7.9%であった。2020年の国勢調査によると、白人36.6%、アフリカン・アメリカン19.2%、アジア5.1%、ヒスパニックまたはラテン系34.8%であった。当時の全米の人口動態を反映してアジア系が増えた。

### 宗教

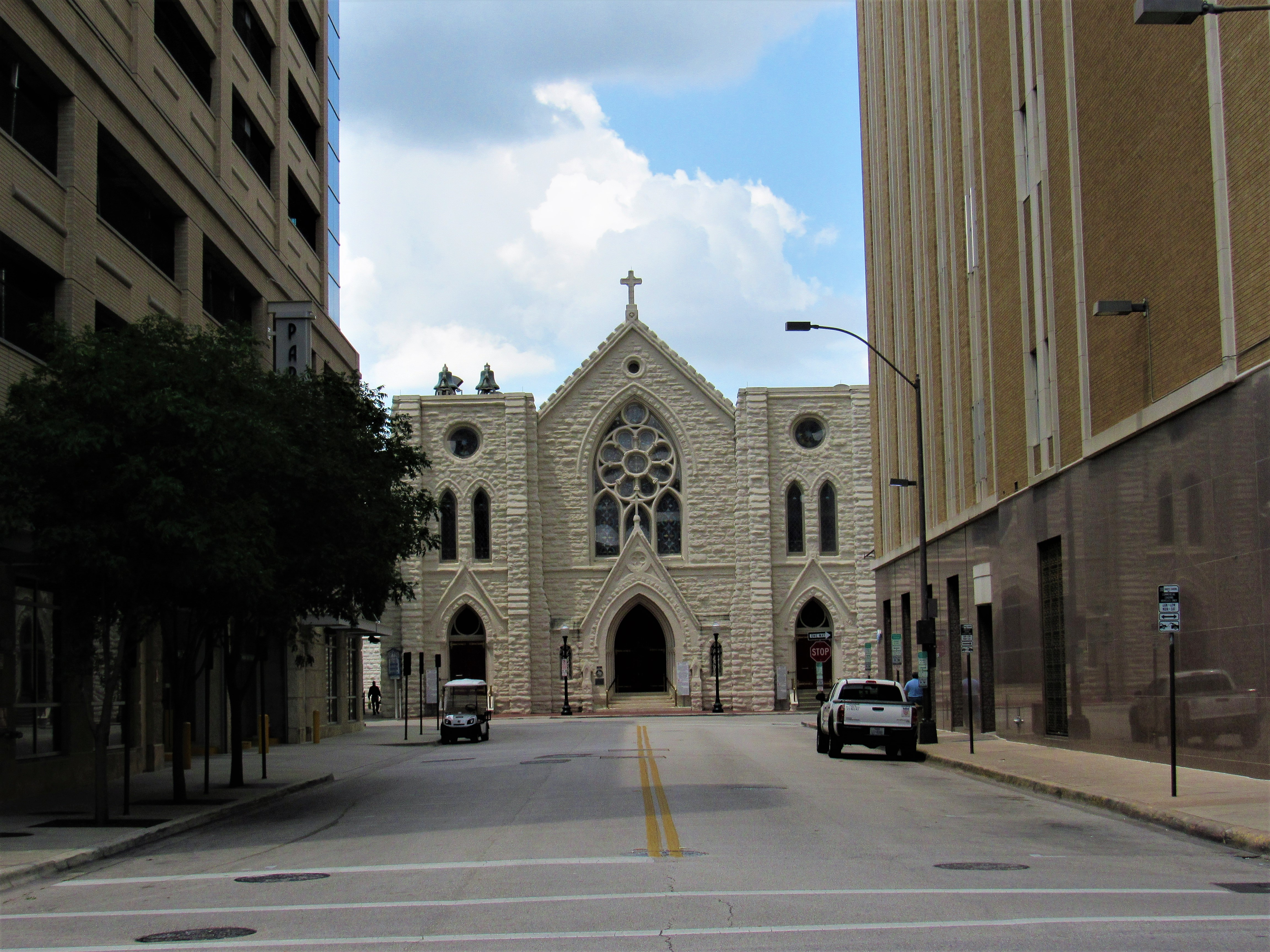
聖パトリック大聖堂

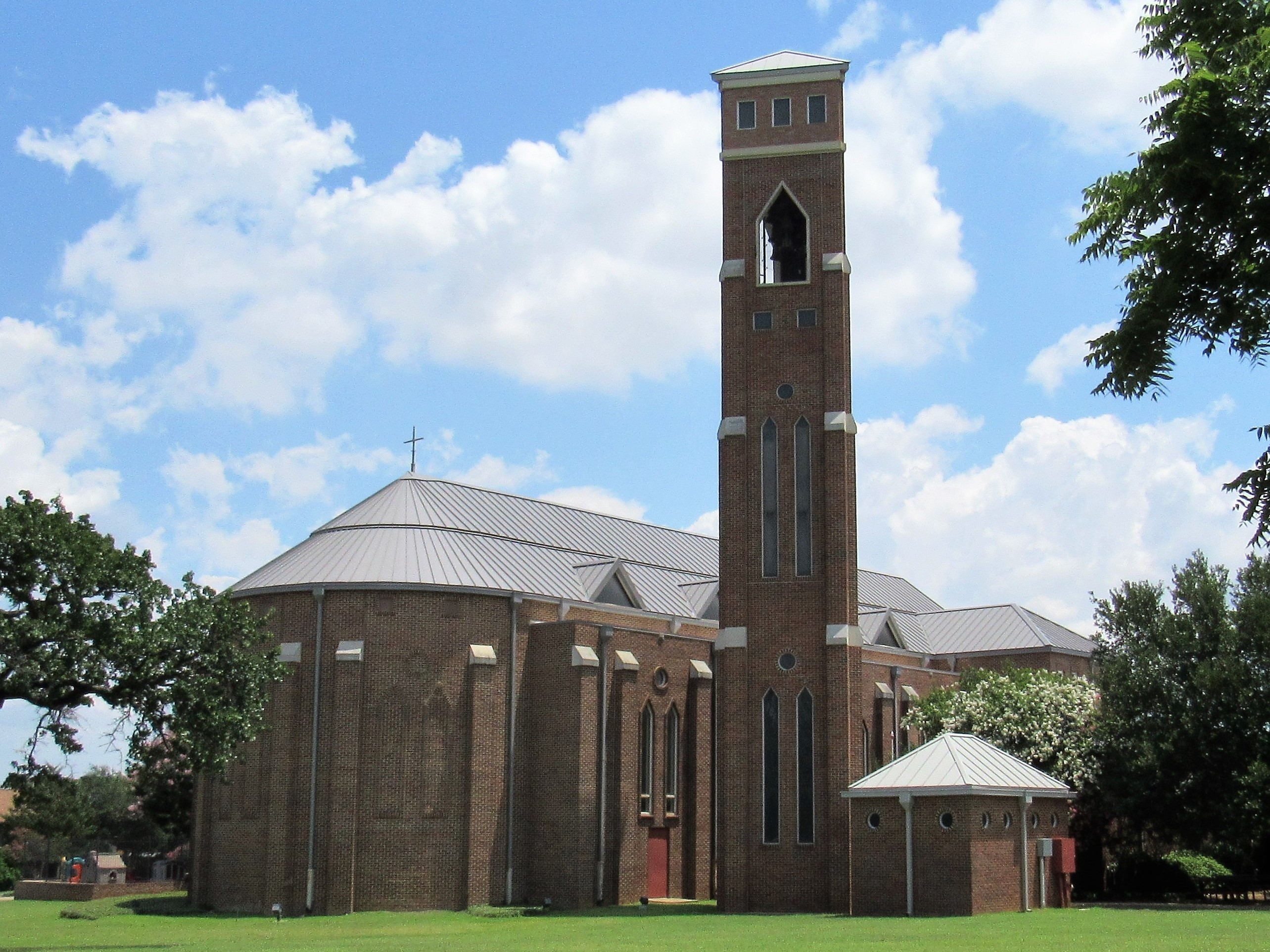
北米聖公会聖ヴィンセント正教会フォートワース教区

フォートワースはバイブル・ベルトの一部であり、キリスト教信者が最も多い。ダラスやダラス郡はプロテスタントよりカトリックの住民が多いが、フォートワースやタラント郡はカトリックよりプロテスタントの住民が多い。全体的にダラス・フォートワース都市圏のうちダラス周辺はフォートワースや周辺地域より宗教的に多様化している。
2018年現在フォートワースの最大のキリスト教徒グループはバプテスト(18.1%)である。フォートワースのバプテストのコミュニティで主なものは南部バプテスト連盟で、ナショナル・バプテスト・コンベンションUSA、ナショナル・バプテスト・コンベンション・オブ・アメリカ・インターナショナル、テキサス・バプテストである。2番目に大きなキリスト教徒グループはカトリック(7.1%)であり、主なコミュニティはローマ・カトリック教会フォートワース教区である。以下メソディスト(3.9%)、ペンテコステ(1.6%)、末日聖徒(1.6%)、ルーテル(1.1%)、米国聖公会または英国聖公会(0.6%)、長老派(0.5%)、その他(キリスト連合教会、エホバの証人、正教会など)(6.5%)に続く。

## 経済
油田の発見によって石油精製工場や石油施設機械を製造する工場が相次いで建てられた。また戦後は航空機産業が発展し、ロッキード社の主力工場があるほか、世界最大の航空会社であるアメリカン航空の本社がある。近年はダラスやその近郊都市と同様にエレクトロニクス産業も発展しており、これらの業種が産業の三本柱となっている。
当初フォートワースはチズム・トレイルのウシの移送が主な産業であった。何百万もの畜牛がこのトレイルを通って北の市場に向かい、フォートワースはキャトル・ドライヴ(牛の移送)の中心地となり、その後南北戦争まで牧場産業の中心地となった。南北戦争の間、フォートワースは人口減少による物資不足となった。リコンストラクションとなり、雑貨屋や銀行そして酒場やダンスホールが多数あるヘルズ・ハーフ・エイカーができて復興し、ビジネスや犯罪が発展した。20世紀初頭までに軍隊は戒厳令によりヘルズ・ハーフ・エイカーの酒場や売春を取り締まった。
20世紀終盤よりアメリカン航空グループおよび子会社のアメリカン航空とエンヴォイ・エア、ジョン・ピーター・スミス病院、ピア・ワン・インポート、チップ・ワン・エクスチェンジ、ラジオシャック、パイオニア、キャッシュ・アメリカ・インターナショナル、GMファイナンシャル、バジェット・ホスト、BNSF鉄道、ベル・テクストロンなど複数の主要な企業がフォートワースに本社を置いている。他に市内で主要な企業はバンク・オブ・アメリカ、ウェルズ・ファーゴ、ロッキード・マーティン、GEトランスポーテーション・システム、ダラスを本拠地とする電気通信会社AT&Tなどである。メトロ・バイ・Tモバイルも主要な企業となっている。
2013年、フォートワースとアーリントンは『フォーブス』誌の「ビジネスおよびキャリアに最高の都市」で15位となった。2018年、フォートワースは『フォーチュン』誌の「ヒスパニック起業家の都市」で18位となった。2018年、ダラス・フォートワース都市圏は『USニューズ&ワールド・レポート』誌の「全米で住みやすい都市125箇所」で18位となった。

## 文化

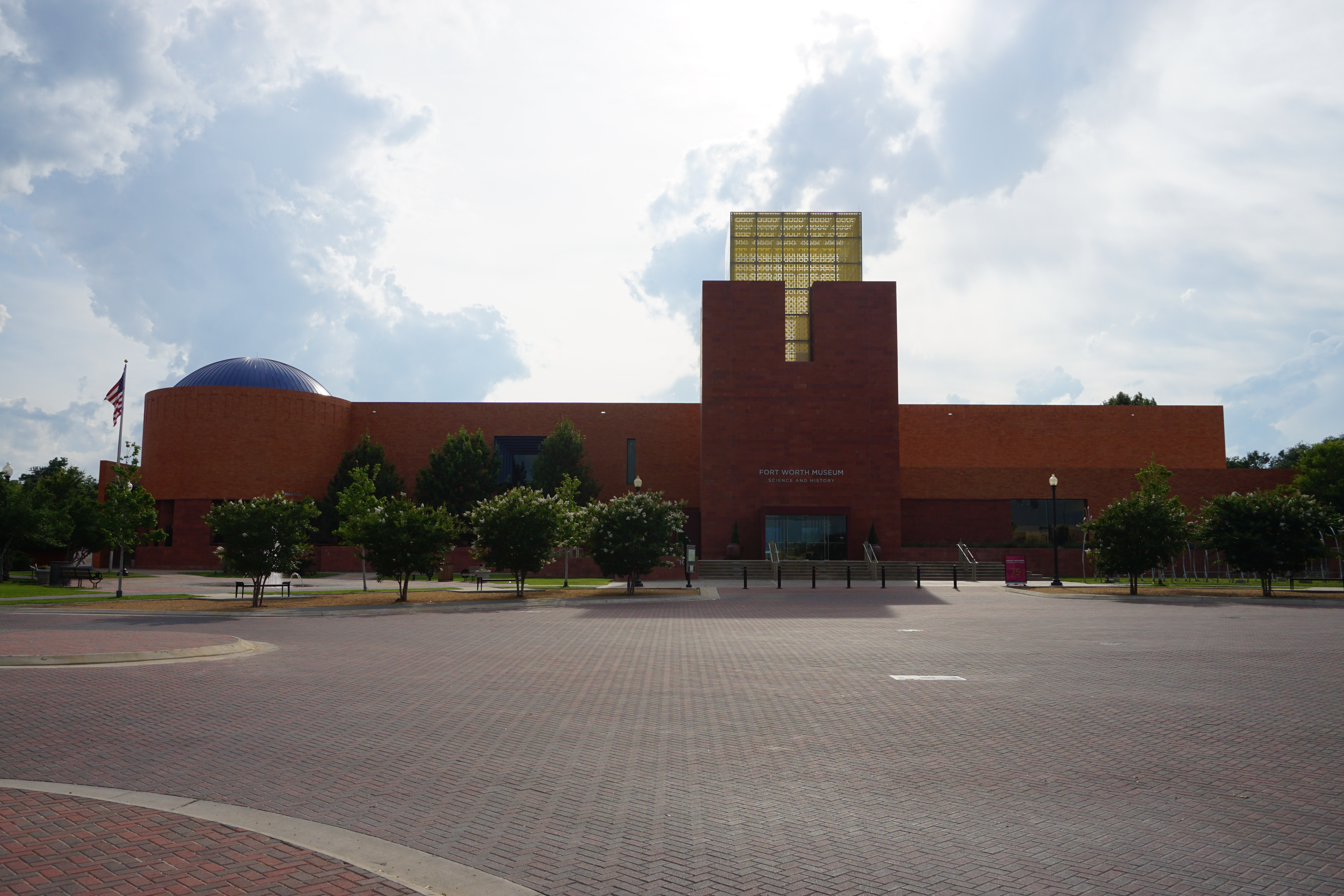
フォートワース科学歴史博物館は全米カウガール殿堂博物館と接続している。

アメリカン航空C.R.スミス博物館の常設展示であるDC-3 NC21798「フラッグシップ・ノックスビル」

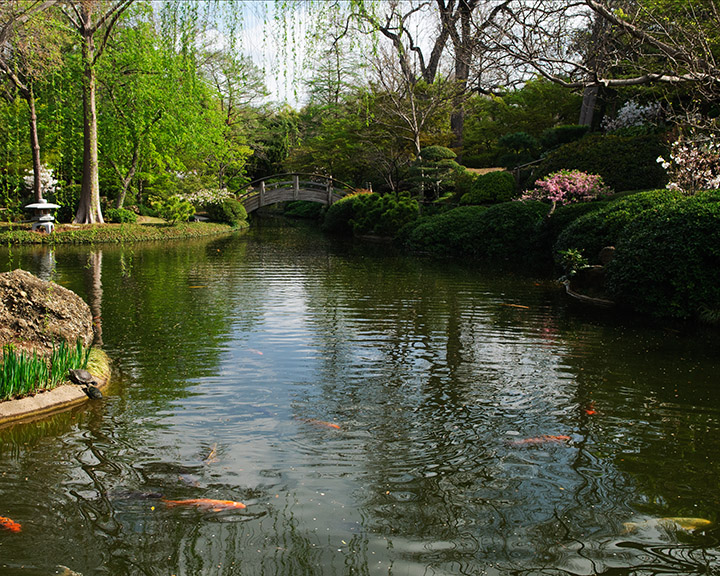
2011年、フォートワース植物園の日本庭園

西部開拓時代の歴史、および地元のアートを強く支援してきた経緯から「カウボーイと文化の街」と称している。世界初で最大の屋内ロデオ、世界的な博物館や美術館、年中行なわれるフェスティバル、ローカル・アートなどがある。オクラホマ州ジーンオートリ―を基盤とするアカデミー・オブ・ウエスタン・アーティストは、音楽、文学、チャックワゴン料理など、当地がアメリカン・カウボーイに関連することから毎年ここで授賞式を行なっている。

### ストックヤード
フォートワース最大の観光地はストックヤードである。ストックヤード駅にモールがあり、土産物店、レストラン、イベント・ホールがあり、グレープヴァインのダウンタウンと繋ぐグレープヴァイン・ヴィンテージ鉄道に乗ることができる。駅の向かい側にふれあい動物園、巨大迷路、ロデオマシンがある。カウタウン・コロシアムでは毎週ロデオが開催され、テキサス・カウボーイの殿堂もある。世界最大のホンキートンクであるビリー・ボブズがストックヤードにある。ストックヤード内外に多くの店舗、レストラン、バー、博物館、ホテルがある。

#### ザ・ハード
午前11時半と午後4時の1日2回、「ザ・ハード」と呼ばれる牛のパレードが毎日行われる。大都市で毎日牛のパレードが行なわれるのはフォートワースのみである。

### アートおよびサイエンス
劇場
- アンフィビアン・ステージ・プロダクションズ
- バス・パフォーマンス・ホール（英語版）
- カーサ・マニヤーナ（英語版）
- サークル・シアター
- ジュビリー・シアター
- キッズ・フー・ケア
- ステージ・ウエスト・シアター

音楽
- ビリー・ボブズ・テキサス（英語版）
- フォートワース・オペラ（英語版）
- フォートワース交響楽団
- ライヴ・エレクトリック・ミュージック(リジリー・シアター)[98]
- テキサス・バレエ・シアター（英語版）
- ヴァン・クライバーン国際ピアノコンクール

博物館
- アル&アン・ストールマン（英語版）博物館
- アメリカン航空C.R.スミス博物館（英語版）
- エーモン・カーター美術館
- フォートワース科学歴史博物館（英語版）
- フォートワース・ストックヤード博物館
- キンベル美術館
- レノーラ・ローラ・ヘリテージ・センター博物館（英語版）
- ログキャビン・ヴィレッジ（英語版）
- フォートワース軍事博物館
- フォートワース近代美術館（英語版）
- 全米カウガール殿堂博物館（英語版）
- 全米多文化西部開拓博物館（英語版）
- シド・リチャードソン美術館（英語版）
- テキサス南北戦争博物館
- テキサス・カウボーイの殿堂（英語版）

### 自然
フォートワース動物園は5,000頭以上の動物を飼育しており、「ファミリー・ライフ」誌、「ロサンゼルス・タイムズ」紙、「USAトゥデイ」紙によると全米でトップの動物園である。「サザン・リビング」誌の読者投票によると南部でトップの動物園の1つであり、全米でトップ10の動物園の1つとなっている。2020年、「USAトゥデイ」紙はこれまで当園を全米でトップ10に入れていたが、トップにランク付けした。
フォートワース植物園やテキサス植物研究所がある。1980年に内務省から国定自然地域と認定された、北西にある3,621エーカーのフォートワース自然保護区でハイキング、バードウォッチング、カヌーなどができる。1964年、グリア・アイランド自然保護区として創立し、2014年に50周年を迎えた。この保護区には遺伝子的に自然のバイソンの小さな群れ、自生のプレーリー、森林、湿地がある。全米でもこのタイプの最大の都会の公園の1つとなっている。

### 公園

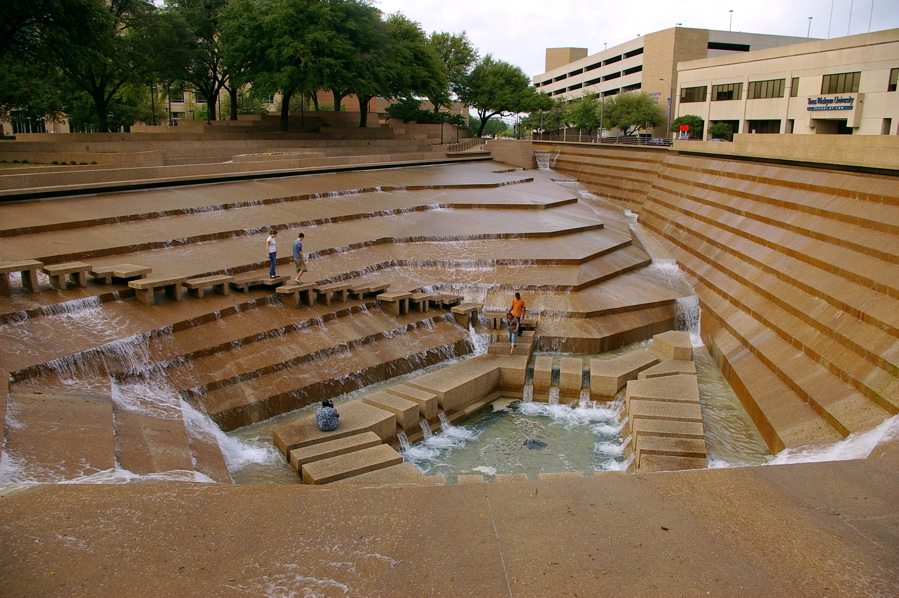
フォートワース・ウォーターガーデン

179の小規模の公園を含む263の公園がある。公園の総面積は11,700.72エーカーで、平均12.13エーカーとなっている。
4.3エーカー(1.7ヘクタール)のフォートワース植物園はニューヨークの著名な建築家フィリップ・ジョンソンとジョン・バージーが設計した。都会の公園でありながら、3つの池、階段状の丘があり、園内のウォーター・ガーデンはダウンタウンの「コンクリート・ジャングルの清涼オアシス」と呼ばれている。ヘリテージ・パーク・プラザはローレンス・ハルプリンが設計したモダニズム様式の公園である。このプラザはコンクリートの大きな箱の連結からなり、水が壁を流れ、ありこちに川や池ができている。2010年5月10日、アメリカ合衆国国家歴史登録財に登録された。
ジボンズ・ドッグ・パークとフォート・ウーフの2箇所、引き綱を外せるドッグランがある。2006年、フォート・ウーフは「ドッグ・ファンシー・マガジン」誌により全米トップのドッグランに、2009年、ダラス・フォートワース複合都市圏の住民による投票でベスト・ドッグ・パークに選ばれた。このドッグランにはアジリティ、噴水、屋根付きスペース、ゴミ捨て場などがある。

## スポーツ

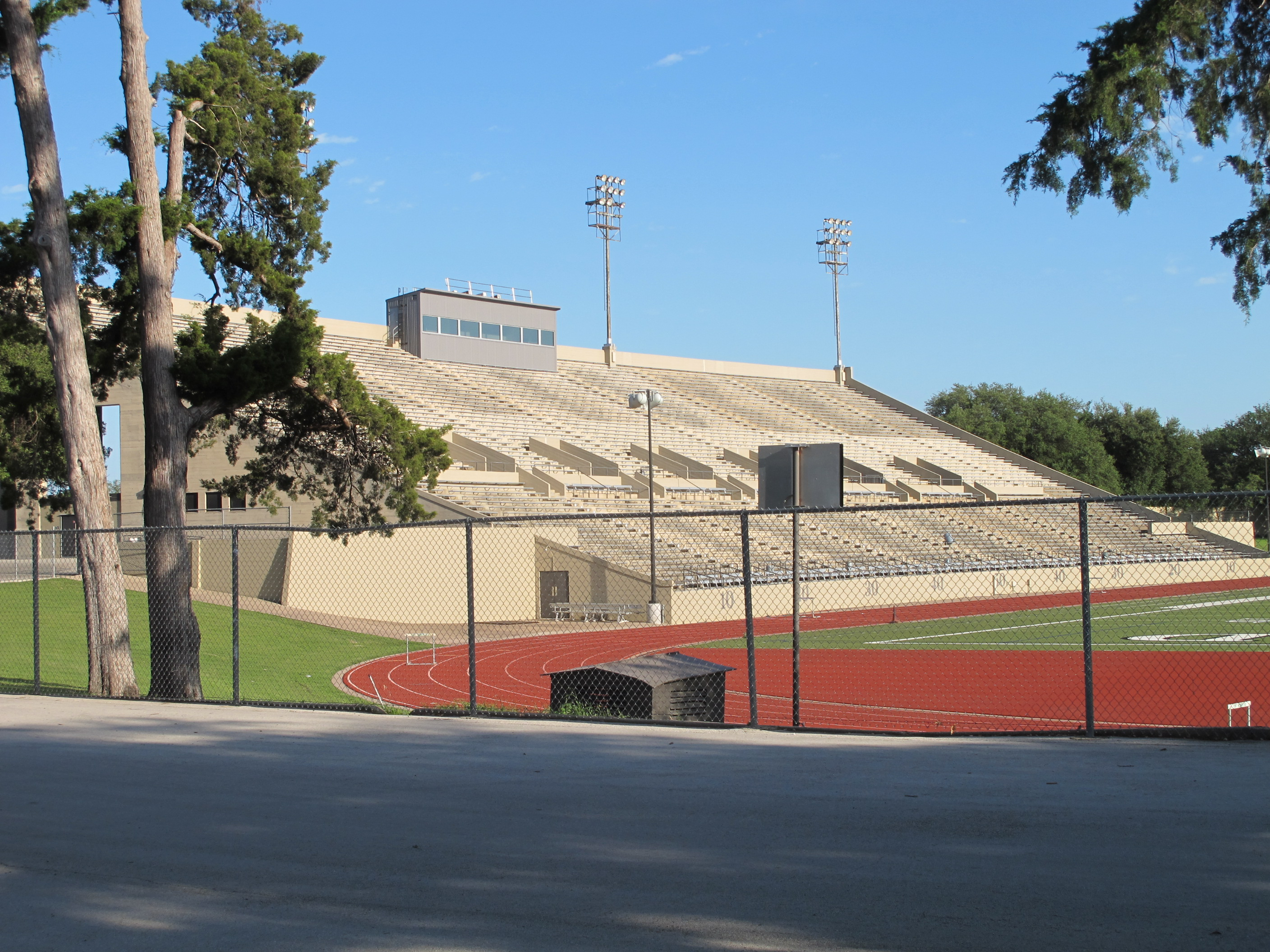
フォートワース・ヴァケロスFCの本拠地ファーリントン・フィールド

ダラスのプロ・スポーツ・チームに注目が集まるが、フォートワースにもスポーツ・チームがある。テキサスクリスチャン大学はNCAAディヴィジョン1に所属し、フットボール・チームは常にランク25位以内に入り、野球チームはNCAAトーナメントに過去6回出場し、メンズ・カレッジ・ワールドシリーズに3年連続出場して2009年と2016年に準決勝まで進んだ。女子バスケ・チームはNCAAトーナメントに過去7回出場した。テキサス・ウェスリアン大学はNAIAに所属し、2006年のNAIAディヴィジョン1男子バスケ選手権で優勝し、2004年から2006年のNCTTA全米卓球選手権で優勝した。NCAAフットボールのロッキード・マーティン・アームド・フォース・ボウルがフォートワースで開催される。またフォートワースには4つのアマチュア・スポーツ・チームが存在する。

### プロ・スポーツ
| クラブ                           | リーグ | 種目               | 本拠地(最大収容人数)              | 創立   | 優勝回数 |
| -------------------------------- | ------ | ------------------ | --------------------------------- | ------ | -------- |
| パンサーシティ・ラクロス・クラブ | NLL    | ボックス・ラクロス | ディッキーズ・アリーナ (14,000人) | 2020年 | 0        |

### アマチュア・スポーツ
| クラブ                       | リーグ | 種目             | 本拠地(最大収容人数)                 | 創立   | 優勝回数 |
| ---------------------------- | ------ | ---------------- | ------------------------------------ | ------ | -------- |
| フォートワース・ヴァケロスFC | NPSL   | サッカー         | ファーリントン・フィールド(18,500人) | 2013年 | 0        |
| イノセンツFC                 | UPSL   | サッカー         | ポリー工業高等学校                   | 2012年 | 1        |
| ノース・テキサス・フレッシュ | UBA    | バスケットボール | クロウリー中学校                     | 2009年 | 0        |
| アズールシティ・プレミアFC   | UPSL   | サッカー         | ゲイトウェイ・パーク                 | 2018年 | 0        |

### TCUホーンド・フロッグ

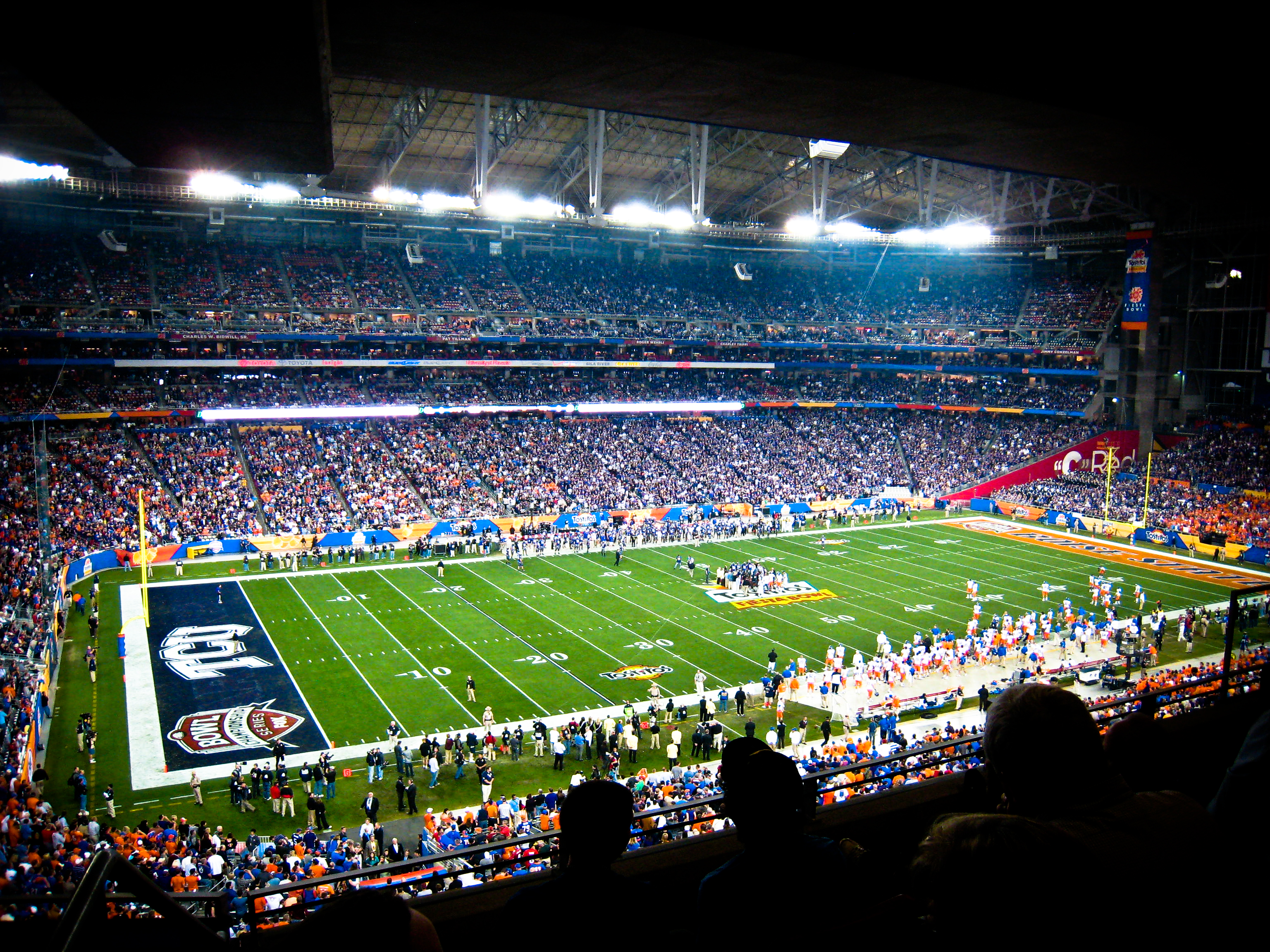
2010年、フィエスタボウルにてボイシ州立大学対TCU

ダウンタウンから5マイル (8 km)以内にテキサスクリスチャン大学(TCU)があり、フットボール、野球、男子バスケ、女子バスケが全国レベルで競うため、TCUはフォートワースのスポーツ界で重要な役割を担っている。
1930年代、フットボール・チームは全米選手権に2回出場し、1960年代、サウスウェスト・カンファレンスの強豪であったが、その後長い間低迷していた。しかしデニス・フランチオン監督のもと、ランニングバックのラダニアン・トムリンソンの活躍により復活した。ゲイリー・パターソン監督のもと、ランキングで常時トップ10を狙えるチームに成長し、2011年にはローズボウルで勝利した。著名な選手にはサミー・ボウ、デイヴィ・オブライアン、ボブ・リリー、ラディニアン・トムリンソン、ジェリー・ヒューズ、アンディ・ダルトンなどがいる。TCUはフィエスタボウルとローズボウルの双方に出場しているため、ライバル校であるボイシ州立大学、ユタ大学と共に「BCSバスターズ」とみなされた。2012年、TCUはビッグ12カンファレンスに所属したため「BCSバスターズ」ではなくなった。近年、TCUはフットボール・ボウル・サブディヴィジョンで最も勝率が高いチームの1つとなっている。

### レクリエーション

#### コロニアル全米選抜ゴルフ大会
毎年5月、フォートワースのコロニアルカントリークラブにて男子プロゴルフの大会が行なわれる。2018年よりフォートワース・インビテーショナルに改名したコロニアル選抜ゴルフ大会はゴルフツアーの中でも名門で歴史的なものの1つとなっている。コロニアルCCはフォートワース出身の伝説的ゴルフ選手ベン・ホーガンの本拠地であった。

#### カー・レース

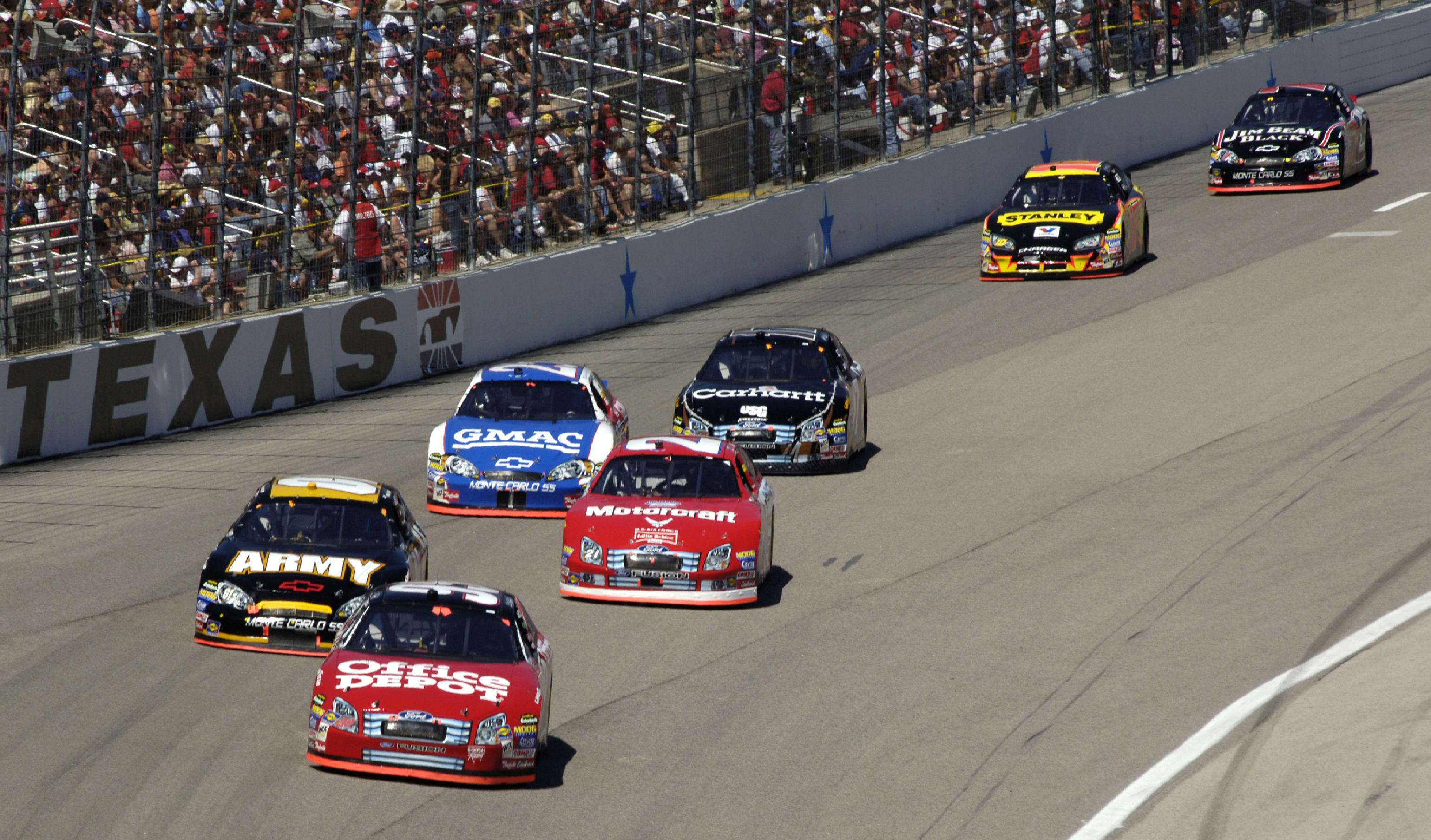
2006年、テキサス・モーター・スピードウェイのNASCARストックカーレース

フォートワースには「グレート・アメリカン・スピードウェイ」として知られるテキサス・モーター・スピードウェイがある。フォートワース最北端のデントン郡にあり、1.5マイルのオーバルトラックがある。1997年に開業し、現在年に3回の主要な週末レースにIndyCarイベント1つとNASCARイベント6つを開催している。
主にモータースポーツ・レンチとイーグルス・キャニオン・レースウェイの2つの専用トラックにてアマチュア・レースが開催されている。ポルシェ・クラブ・オブ・アメリカ、ナショナル・オート・スポーツ・アソシエーション、スポーツカークラブ・オブ・アメリカなどに認可されている。

#### カウタウン・マラソン
1978年より毎年2月の最終週末にカウタウン・マラソンが開催される。2日間かけて5キロ、10キロ、ハーフ、フル、ウルトラ・マラソンが行なわれる。2013年には27,000人弱が参加し、州内の様々な距離のマラソンで最大のものとなっている。

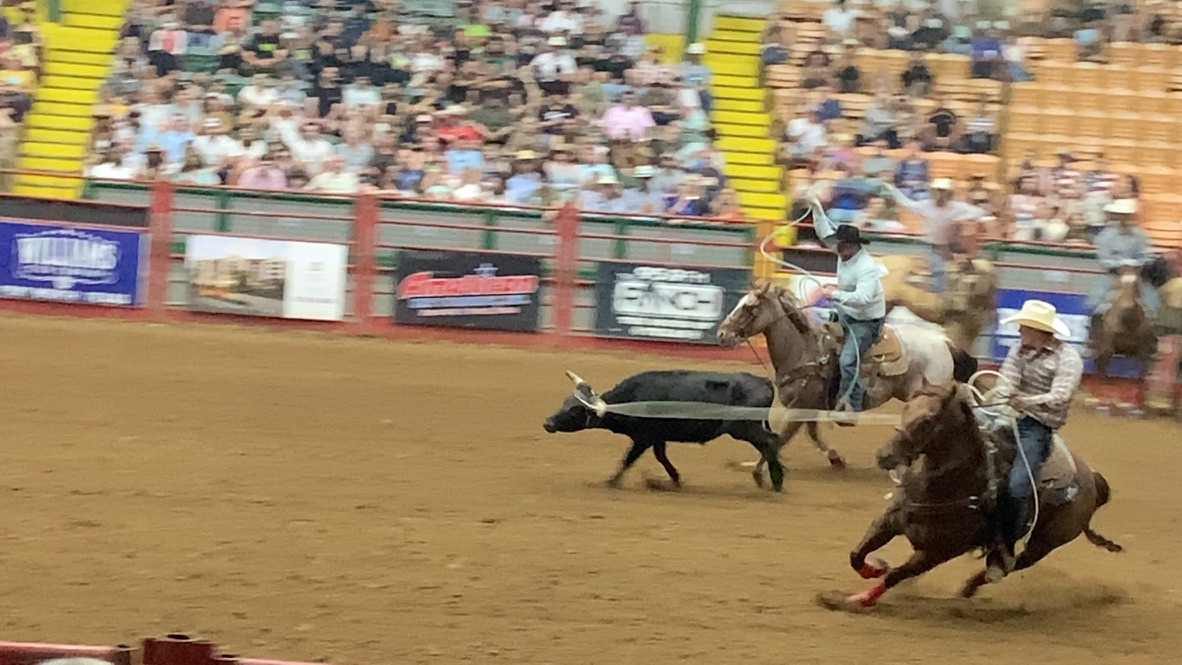
ストックヤードのロデオのウシへの投げ縄

#### ロデオ
毎週、ストックヤードのカウタウン・コロシアムで開催されるロデオの他に、フォートワース・ストックショー&ロデオがウィル・ロジャース・メモリアル・センターの中の2019年に開業したディッキーズ・アリーナで開催される。ディッキーズ・アリーナではTCUのバスケットの試合を行なうこともあり、将来的にカンファレンスや全国レベルでの大学バスケのトーナメントの開催も視野に入れている。ボクシングやWWEの試合も予定されている。2022年にはWTAファイナルズ、2024年からはクロスフィットゲームズの主会場として使われている。

## 政治

### 市政
2年ごとに選挙が行なわれ、選挙区制による市長、地区ごとの市議会議員8人によるシティー・マネージャー制を採用している。市長は市議会の投票権を持つ議員であり、式典などに市を代表して参加する。市議会は条例の承認や決議、布告の発布、市税率の設定、予算の承認、そして秘書官、法務官、監査人、裁判官、委員の任命の権限を持つ。市政の日々の業務は議会に任命された市政代行官により監視されている。現在の市長は共和党のマティ・パーカーで、全米の共和党の女性市長の都市でフォートワースが最大の都市となっている。

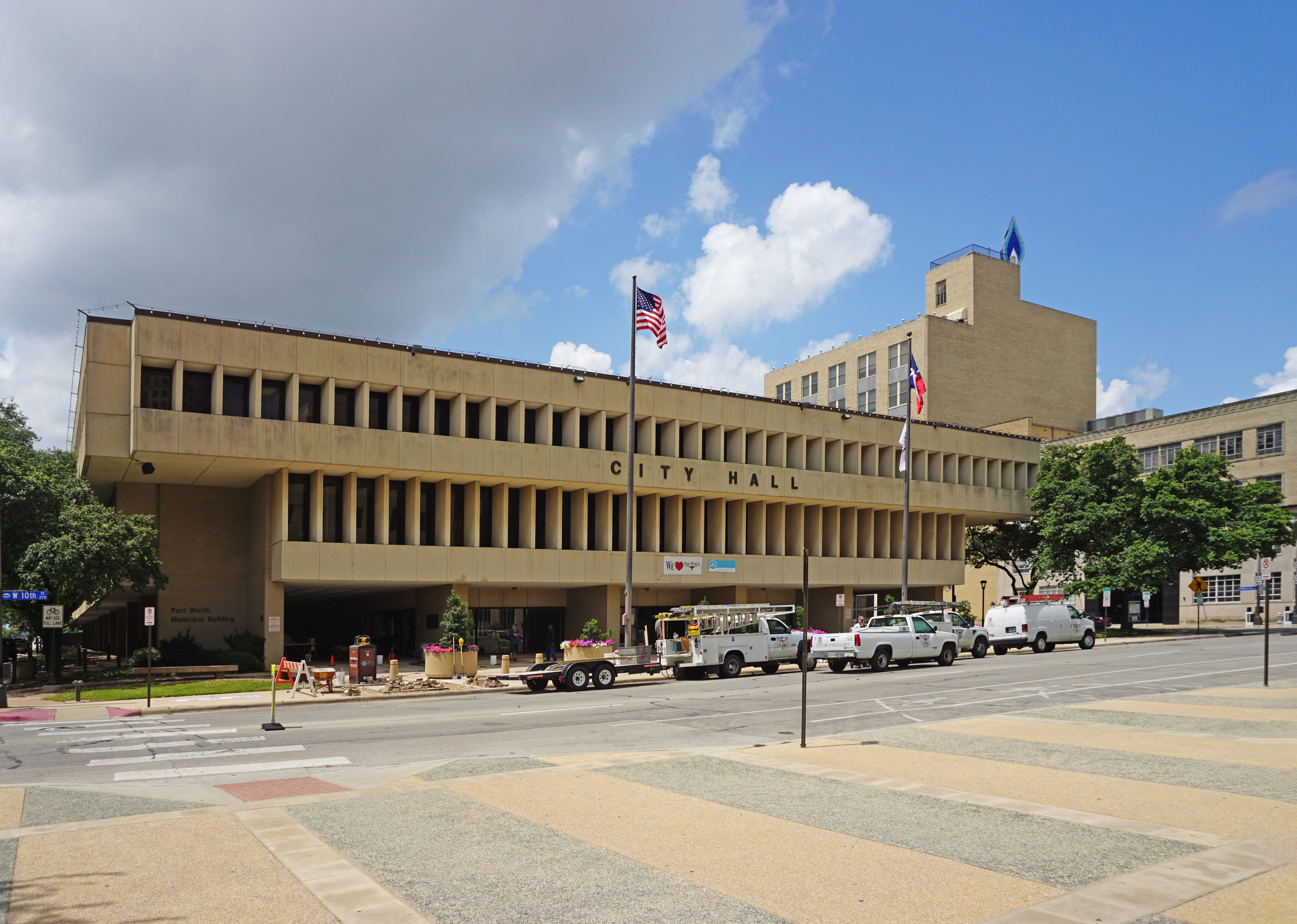
フォートワース市庁舎

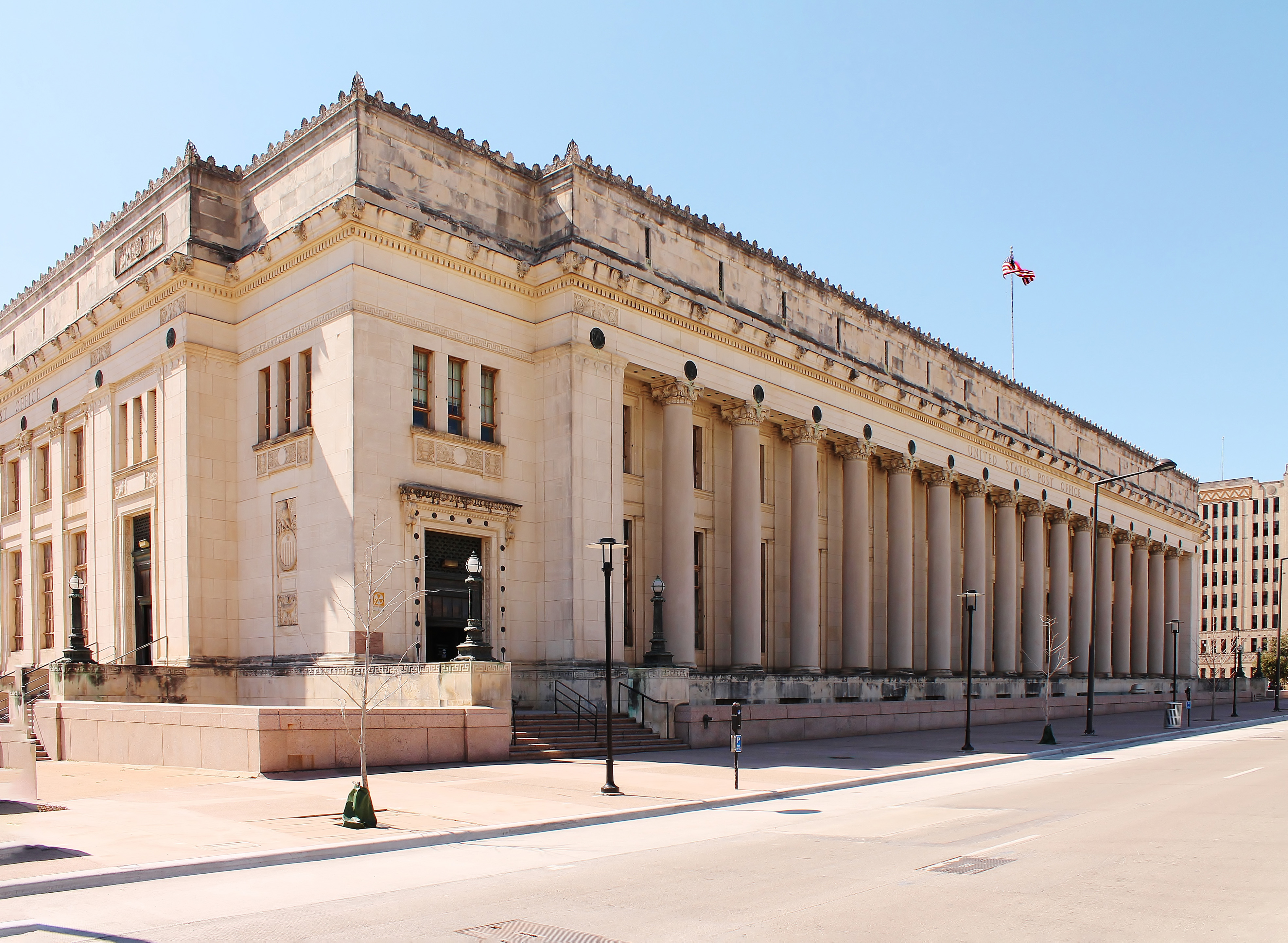
ダウンタウンの郵便局

#### 市議会
| 局            | 名                       |
| ------------- | ------------------------ |
| 市長          | マティ・パーカー         |
| 市議会第2地区 | カルロス・フロアズ       |
| 市議会第3地区 | マイケル・クレイン       |
| 市議会第4地区 | ケリー・ムーン           |
| 市議会第5地区 | ジャイナ・ビヴンズ       |
| 市議会第6地区 | ジャレッド・ウィリアムズ |
| 市議会第7地区 | レナード・ファイアストン |
| 市議会第8地区 | クリス・ネトルズ         |
| 市議会第9地区 | エリザベス・ベック       |

#### 部署
- フォートワース市警 – 犯罪防止、捜査、緊急出動などの供給
- フォートワース消防局 – 緊急消火、救命活動などの供給
- フォートワース市立図書館 – 市立図書館システム

### 州政府

#### 州教育委員会委員[119]
| 地区 | 地区     | 名                   | 党     |
| ---- | -------- | -------------------- | ------ |
|      | 第11地区 | パトリシア・ハーディ | 共和党 |
|      | 第13地区 | エリカ・ベルトラン   | 民主党 |

#### 州議会議員[119]
| 地区 | 地区     | 名                           | 党     | 選挙区             |
| ---- | -------- | ---------------------------- | ------ | ------------------ |
|      | 第61地区 | フィル・キング               | 共和党 | ウェザフォード     |
|      | 第63地区 | タン・パーカー               | 共和党 | フラワー・マウンド |
|      | 第90地区 | ラモン・ロメロ・ジュニア     | 民主党 | フォートワース     |
|      | 第91地区 | ステファニー・クリック       | 共和党 | フォートワース     |
|      | 第92地区 | ジェフ・ケイソン             | 共和党 | ベッドフォード     |
|      | 第93地区 | マット・クラウス             | 共和党 | アーリントン       |
|      | 第95地区 | ニコール・コリア             | 民主党 | フォートワース     |
|      | 第96地区 | ビル・ゼドラー               | 共和党 | アーリントン       |
|      | 第97地区 | クレイグ・ゴールドマン       | 共和党 | フォートワース     |
|      | 第98地区 | ジョヴァンニ・カプリグリオン | 共和党 | サウスレイク       |
|      | 第99地区 | チャーリー・ゲレン           | 共和党 | リバー・オークス   |

#### 州上院議員[119]
| 地区 | 地区     | 名                     | 党     | 選挙区             |
| ---- | -------- | ---------------------- | ------ | ------------------ |
|      | 第9地区  | ケリー・ハンコック     | 共和党 | フォートワース     |
|      | 第10地区 | ビバリー・パウエル     | 民主党 | バールソン         |
|      | 第12地区 | ジェーン・ネルソン     | 共和党 | フラワー・マウンド |
|      | 第30地区 | ドリュー・スプリンガー | 共和党 | ムーンスター       |

#### 州施設
テキサス運輸局のフォートワース支局がある。
短期間の仮釈放者を収容する民間の拘置所である北テキサス中間制裁施設がフォートワースにあった。テキサス刑事司法局の委託により操業されていた。2011年、州は契約更新をしないことを決定した。

### 連邦政府

#### 米国下院議員[119]
| 地区 | 地区                   | 名                     | 党     | 選挙区         |
| ---- | ---------------------- | ---------------------- | ------ | -------------- |
|      | テキサス第6下院選挙区  | ジェイク・エルジー     | 共和党 | ワクサハチー   |
|      | テキサス第12下院選挙区 | ケイ・グランガー       | 共和党 | フォートワース |
|      | テキサス第24下院選挙区 | ベス・ヴァン・デューン | 共和党 | アーヴィング   |
|      | テキサス第26下院選挙区 | マイケル・バージェス   | 共和党 | ルイスヴィル   |
|      | テキサス第33下院選挙区 | マーク・ヴィーシー     | 民主党 | フォートワース |

#### 連邦施設

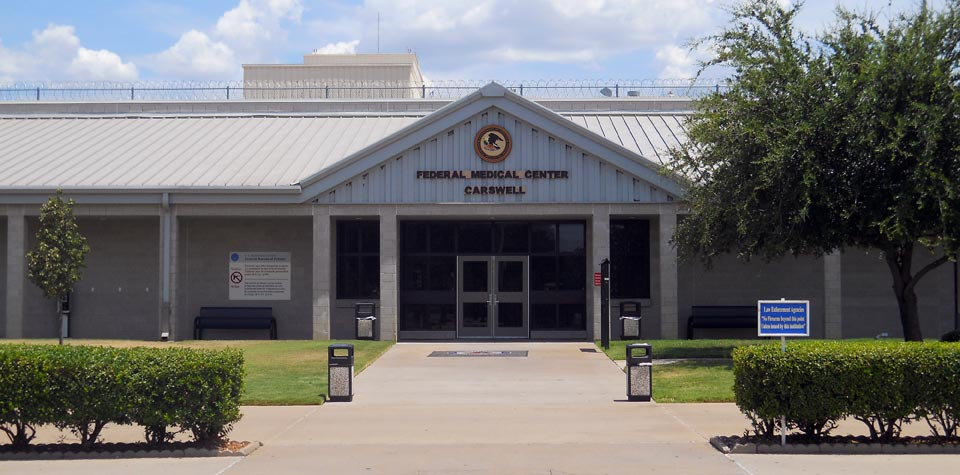
カースウェル連邦医療センター

アメリカ合衆国製版印刷局の生産設備が全米2箇所、ワシントンD.C.とフォートワースにある。1987年にフォートワースの施設の建設が始まった。生産量の増加に加え、フォートワースの施設はD.C.に緊急事態があった場合に備え、またサンフランシスコ連邦準備銀行、ダラス連邦準備銀行、カンザスシティ連邦準備銀行への輸送費削減のために設置された。
1990年12月、貨幣の製造がフォートワースの施設で始まり、1991年4月26日、公式に開始した。フォートワースで製造された紙幣には角に「FW」と印刷されている。
エルドン・B・マホン合衆国裁判所の4階に公共事業の依頼によりアーティストのフランク・メコウの油彩のキャンバスパネル3枚がある。1940年にメコウの絵画「The Taking of Sam Bass」、「Two Texas Rangers」、「Flags Over Texas」が設置され、ニューディール政策芸術委員会がフォートワースで後援した唯一の作品群となった。1933年にこの裁判所が建設され、合衆国連邦地方裁判所テキサス北地区として機能し、2001年、アメリカ合衆国国家歴史登録財に登録された。
連邦刑務所局の刑務所で女性医療施設のカースウェル連邦医療センターはフォートワース海軍航空基地共同予備基地に位置する。カースウェルは女性受刑者の連邦死刑囚監房を有している。連邦刑務所局の刑務所で男性医療施設のフォートワース連邦医療センターはタラント郡カレッジ南キャンパスの向かいに位置する。連邦航空局、アメリカ国立公文書記録管理局、連邦捜査局のオフィスがフォートワースにある。

## 教育

### 公立図書館
フォートワース市立図書館がフォートワースの公立図書館システムである。

### 公立学校
フォートワースのほとんどがフォートワース独立学区内である。
フォートワースの他の学区を以下に示す。
- アリード独立学区
- アーリントン独立学区 (廃水処理場のみ)
- エイズル独立学区
- バードヴィル独立学区
- バールソン独立学区
- キャッスルベリー独立学区
- クロウリー独立学区
- イーグル・マウンテン・サギノー独立学区
- エヴァーマン独立学区
- ハースト・ユーレス・ベッドフォード独立学区
- ケラー独立学区
- ケネデール独立学区
- レイク・ワース独立学区
- ノースウェスト独立学区
- ホワイト・セトルメント独立学区

フォートワースのアーリントン独立学区には廃水処理場があり、住宅はこの部分にはない。
ピナクル・アカデミー・オブ・アーツ(K-12)はクロスティンバーズ・アカデミーやハイ・ポイント・アカデミーと同様に州のチャーター・スクールである。

### 私立学校
フォートワースの私立学校には宗教的、非宗教的双方の学校がある。
- オール・セインツ・エピスコパル・スクール(フォートワース) (PreK–12)
- ベセスダ・クリスチャン・スクール (K–12)
- カヴァナント・クラシカル・スクール (K–12)
- フォートワース・クリスチャン・スクール (K–12)
- フォートワース・カウンティ・デイ・スクール (K–12)
- レイク・カウンティ・クリスチャン・スクール (K–12)
- モンテッソーリ・スクール・オブ・フォートワース (Pre-K–8)
- ノーラン・カトリック・ハイ・スクール (9–12)
- トリニティ・ヴァレイ・スクール (K–12)
- テンプル・クリスチャン・スクール (Pre-K–12)
- トリニティ・バプティスト・テンプル・アカデミー (K–12)
- ヒル・スクール・オブ・フォートワース (2–12)
- サウスウェスト・クリスチャン・スクール (K–12)
- セント・ポール・ルーセラン・スクール (K–8)
- ローマン・カトリック・ダイアシーズ・オブ・フォートワースは複数のカトリック系小学校および中学校を管理している[127]。

### 高等教育機関
- テキサスクリスチャン大学(TCU)
- テキサス・ウェスリアン大学（英語版）
- テキサス大学アーリントン校 – フォートワース・ダウンタウン・キャンパス
- 北テキサス大学健康科学センター（英語版）
- バーネット医科大学（英語版） – TCU医科大学
- テキサスA&M大学法科大学
- タールトン州立大学（英語版） – フォートワース・キャンパス
- サウスウェスタン・バプティスト神学校（英語版）
- ブライト神学校（英語版）
- タラント・カウンティ・カレッジ（英語版）

他の機関:
- アート・インスティテュート・オブ・フォートワース（英語版）
- ブライトウッド・カレッジ – フォートワース・キャンパス
- フィッシャー・モア・カレッジ
- レミントン・カレッジ – フォートワース・キャンパス
- カリナリー・スクール・オブ・フォートワース
- エピック・ヘリコプター・パイロット訓練校

## メディア
フォートワースとダラスは同じメディア市場をシェアしている。市の雑誌「フォートワース・テキサス・マガジン」にフォートワースのイベント、社会活動、ファッション、レストラン、文化についての情報を掲載している。

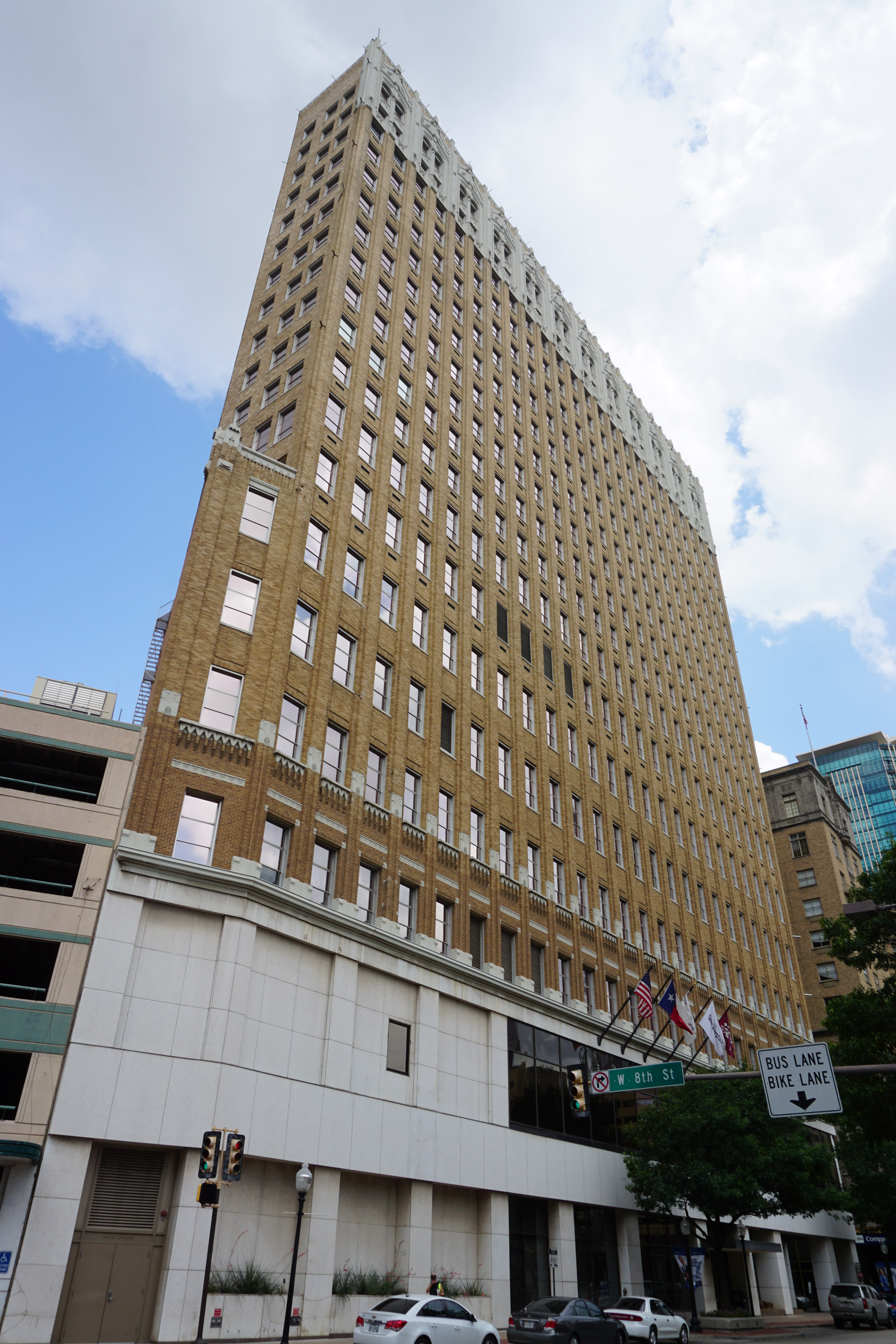
フォートワース・スター・テレグラムの本社

1906年、日刊新聞「フォートワース・スター・テレグラム」(旧フォートワース・スター)が創刊した。ダラス・フォートワース都市圏の西側をカバーし、東側は「ダラス・モーニングニュース」がカバーしている。「スター・テレグラム」は平日210,990部、日曜304,200部で全米で45番目に多く発行されている。

「フォートワース・ウィークリー」はフォートワース都市圏の週刊新聞であり、2015年は約47,000部発行した。ニュース、文化的イベント案内、映画評論、社説など多岐にわたる記事を掲載している。
「フォートワース・ビジネス・プレス」はフォートワースのビジネス界のニュースを記録する週刊誌である。
「フォートワース・リポート」はタラント郡の政治、経済、教育、芸術を扱う非営利報道機関の日刊誌である。2021年2月、地元のビジネスリーダーで「フォートワース・スター・テレグラム」元出版者のウェス・ターナーがこの非営利団体の創立を表明し、4月に正式に編集を開始した。
「フォートワース・プレス」は1921年から1975年の平日午後と日曜に発行されていた日刊紙である。E・W・スクリップス・カンパニーが所有し、当時有名であったスクリップス・ハワード・ライトハウスのロゴ付きで発行していた。1950年代初頭を最後に発行部数が下がっていったが、1975年半ばまで発行されていた。発行部数が「フォートワース・スター・テレグラム」の10%強となる1日3万部弱まで落ちた。「フォートワース・プレス」という名は元出版者ビル・マケダ、当時週刊誌「エイズル・ニュース」で現メディア・センター・ニュース・グループのオーナーであるウィリアム・ディーン・シングルトンによる新たな新聞「フォートワース・プレス」で短期間復活した。「フォートワース・プレス」はダウンタウンのジョーンズ通り500番地の事務所で印刷されていた。
ダラスと共通のテレビ局はKDFW 4(FOX)、KXAS 5(NBC)、WFAA 8(ABC)、KTVT 11(CBS)、KERA 13(PBS)、KTXA 21(独立系)、KDFI 27(MNTV)、KDAF 33(CW)、K07AAD-D(HC2)である。

### ラジオ局
フォートワース近辺には様々なフォーマットで33以上のラジオ局がある。

#### AM
AMラジオでは他の市場と同様、政治トークが多く、WBAP 820、KLIF 570、KSKY 660、KFJZ 870、KRLD 1080が保守主義、KMNY 1360は唯一の進歩主義のラジオ局である。KFXR 1190はニュース、トーク、クラシック・カントリーのラジオ局である。KTCK 1310「ザ・チケット」ではスポーツ・トーク番組を放送している。5万ワットのクリア・チャンネル局のWBAPは夜間は全米で聴くことができ、長年カントリー・ミュージックのラジオ局として成功していたが、現在のトーク局に変遷した。
ダラス・フォートワース地区にAMラジオの宗教局が複数ある。KHVN 970とKGGR 1040は地元のアーバン・ゴスペル局で、KEXB 1440はレレヴァント・ラジオのカトリック・トーク番組を放送し、KKGM 1630はサザン・ゴスペル曲を放送している。
フォートワースのスペイン語のAMラジオ局を以下に示す。:
- KDFT 540
- KHFX 1140
- KFLC 1270
- KTNO 620
- KNGO 1480
- KZMP 1540

フォートワースでアジアの言語で放送されることもあるラジオ局を以下に示す。:
- KHSE 700 - 南アジア
- KKDA 730 - 韓国
- KTXV 890 - パンジャーブ語他南アジア
- KVTT 1110 - 南アジア
- KZEE 1220 - 南アジア
- KCLE 1460 - ベトナム
- KRVA 1600 - ベトナム

#### FM
KLNOはフォートワースで認可された営利ラジオ局である。長年のフォートワース住民であるマルコス・A・ロドリゲスがダラス・フォートワースのラジオ局である94.1 FMでKLTY、KESSを操業していた。
非営利ラジオ局も広く放送されている。テキサスクリスチャン大学のKTCU 88.7、クリスウェル・カレッジのKCBI 90.9、北テキサス大学のKNTU 88.1の3つのカレッジ・ステーションがあり、様々な番組が放送されている。NPRのローカル局はKERA 90.1およびコミュニティ放送KNON 89.3である。ダウンタウンにはカントリー・ラジオ局KFWR 95.9「ザ・レンチ」がある。
音楽をメインに様々な商業ラジオ局がフォートワースのFMラジオに存在する。

#### インターネットラジオ局および番組
ローカル・ラジオ局KOAI 107.5 FM(現KMVK)がスムースジャズの放送をやめたため、ファンたちがインターネットラジオ局smoothjazz1075.comを立ち上げた。

## 交通

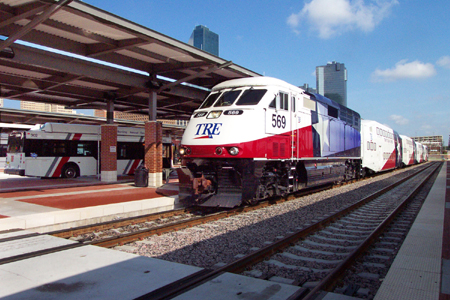
フォートワース駅のトリニティ・レイル・エクスプレス

第二次世界大戦以降、急速に成長した多くの都市と同様、フォートワースの移動手段のメインは車であるが、トリニティ・メトロのバス移動も可能であり、ダラス行きのインターアーバンのトリニティ・レイル・エクスプレスもある。2019年1月10日現在、フォートワースのダウンタウンからダラス・フォートワース国際空港のターミナルBへはトリニティ・メトロのTEXレールで行くことができる。

### 歴史

#### 電気路面電車

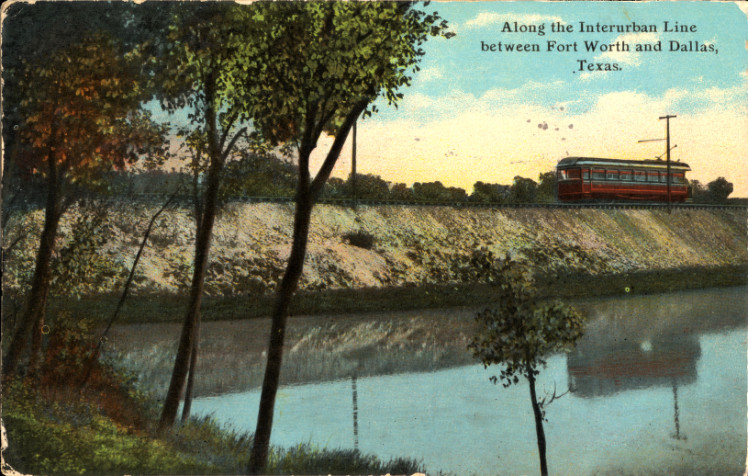
1902年から1924年頃のフォートワースとダラスの間のインターアーバンの絵葉書

フォートワースの最初の路面電車会社はフォートワース・ストリート・レールウェイ・カンパニーであった。1876年12月に最初の鉄道線路が開通し、郡庁舎からメイン・ストリートを通りT&Pデポまで繋がった。1890年までにフォートワースで民間会社20社以上が路面電車を操業していた。フォートワース・ストリート・レールウェイ・カンパニーは多くの強豪相手を買収していたが、1901年、ビショップ&シャーウィン・シンジケートに買収された。新たなオーナーはノーザン・テキサス・トラクション・カンパニーと改名し、1925年、84マイルの路面電車線路を操業していた。線路はフォートワースのダウンタウンからTCU、ニア・サウスサイド、アーリントン・ハイツ、レイク・コモ、ストックヤードを繋いでいた。

#### 電気インターアーバン鉄道
最盛期にはテキサスの電気インターアーバンの約500マイルの線路があり、ミシシッピ川以西の全州で2番目に長い線路となった。1900年代初頭、電気インターアーバン鉄道が突出し、1910年代を最高に、1948年までに全ての電気インターアーバン鉄道が廃止になるまで衰退していった。線路の4分の3近くがダラス・フォートワース地区にあり、フォートワースとダラスの間およびクレバーン、デニソン、コシカナ、ウェイコなど他の都市にも繋がっていた。右の画像に描かれた線路はテキサスで2番目に建設されたものでフォートワースとダラスの35マイルを繋いでいた。1902年から1934年までノーザン・テキサス・トラクション・カンパニーの鉄道が稼働していた。

### 近年の移動手段
2009年の調査によると、フォートワースの通勤者の80.6%が1人で運転し、11.7%がカープール、1.5%が乗り換え、1.2%が徒歩、1%が自転車で通勤していた。2015年、アメリカン・コミュニティ・サーヴェイの調査によると、82%が1人で運転し、12%がカープール、8%が乗り換え、1.8%が徒歩、0.3%が自転車で通勤していた。フォートワースは車所有率が平均より高い。2015年、6.1%の世帯が車を持たず、2016年には全米平均8.7%の所フォートワースでは4.8%であった。2016年、1世帯につき車所有率は全米1.8台の所フォートワースでは1.83台を所有していた。

#### 道路
フォートワースには4本の州間高速道路と3本のアメリカ国道が走っている。また多くの幹線道路が格子状に広がっている。
州間高速道路30号線、20号線、35号西線、820号線が市境を通る。
州間高速道路820号線は20号線の環状道路となっている。30号線と20号線はフォートワースとアーリントン、グランド・プレイリー、ダラスに繋がっている。35号西線は南はフォートワースとヒルズボロ、北はデントンとゲインズヴィルを繋ぐ。

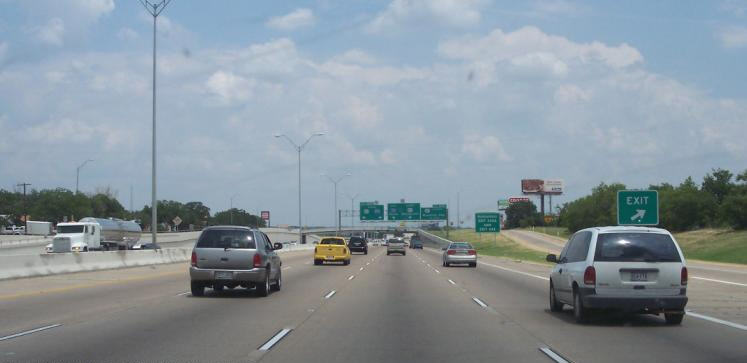
フォートワース南部の州間高速道路20号線

国道287号線が南西に走り、北はウィチタフォールズ、南はマンズフィールドを繋ぐ。国道377号線がハルトム・シティの北の郊外から南へ走り、ケラーから中心業務地区を通る。国道81号線は287号線と州間高速道路35号西線北西部の重用区間を共有している。
主要な州道:
- テキサス州道114号線 (東-西)
- テキサス州道183号線 (東-西)
- テキサス州道121号線 (北-南)

#### 公共交通機関

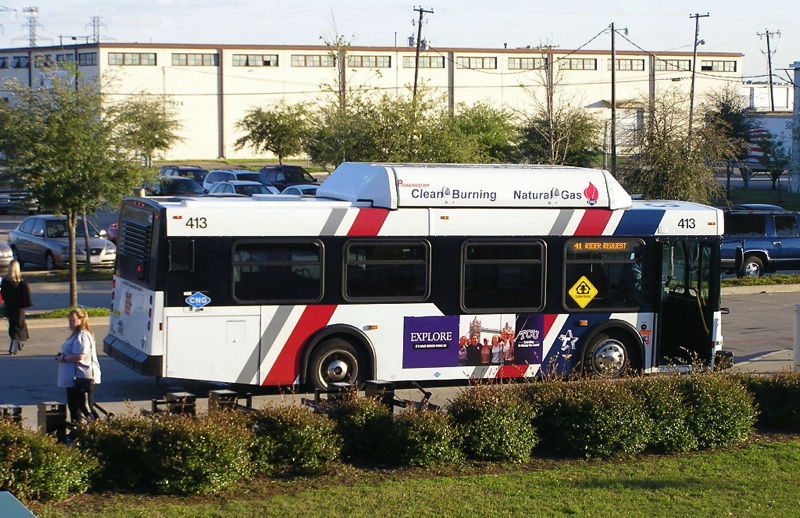
2005年4月、フォートワースのバス「"The T"」

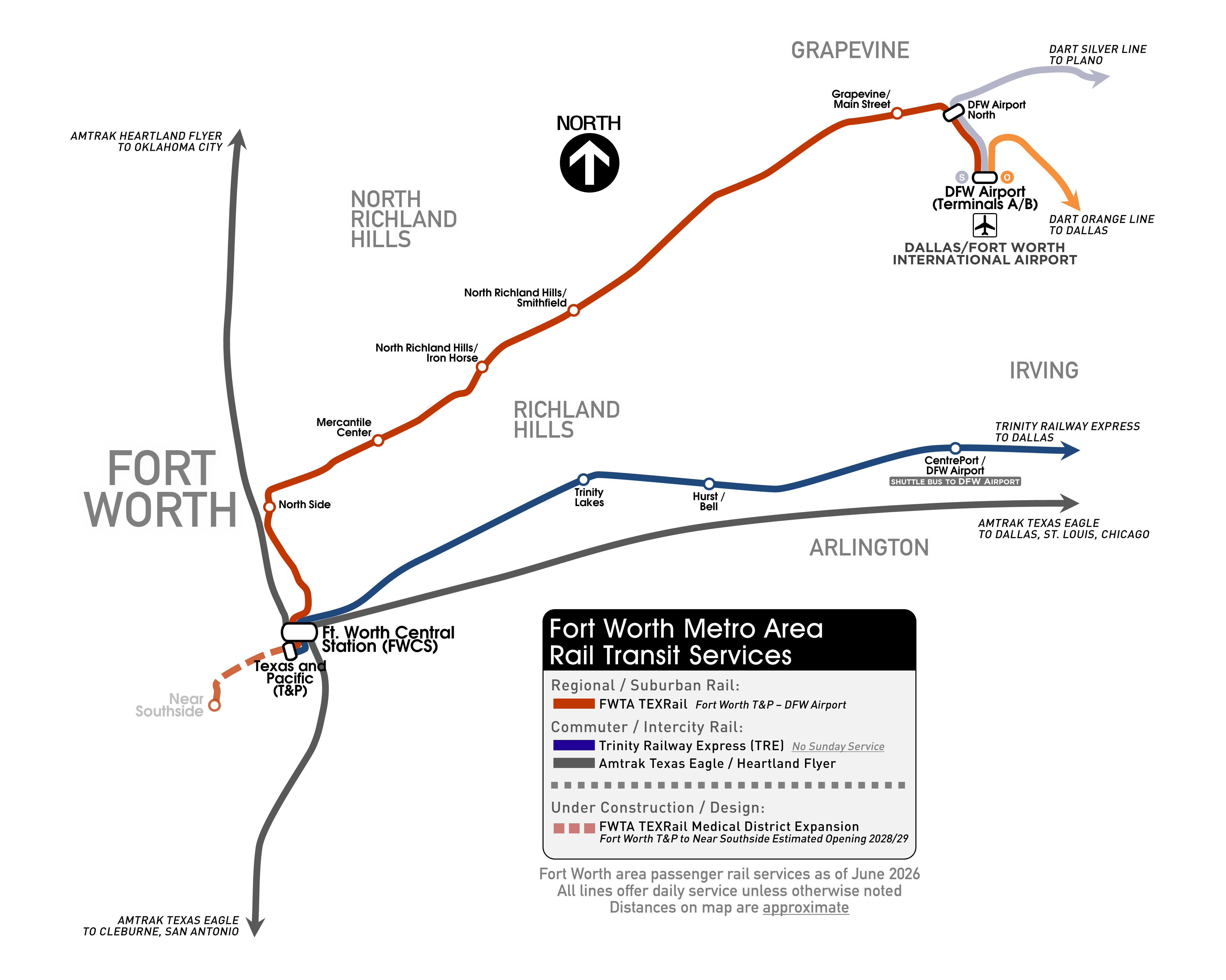
フォートワース都市圏の公共鉄道の路線図

トリニティ・メトロ(旧フォートワース交通局)はダウンタウンの循環バス「モリー・ザ・トロリー」を含みフォートワース全域に何十もの異なるルートのバス路線を提供している。フォートワースに加え、トリニティ・メトロは郊外のブルー・マウンド、フォレスト・ヒル、リバー・オークス、センサム・パークでもバスを操業している。
2010年、フォートワースは路面電車システム構築のために連邦アーバン循環線の2,500万ドルの補助金を受けた。しかし2010年12月、投票により路面電車計画を打ち切ることが決定し、市議会は補助金を没収された。
2019年7月、トリニティ・メトロはヴィア・トランスポーテーションと共同でZIPZONEと呼ばれるデマンド型交通ハイヤーのサービスを開始することとなった。ZIPZONEはアライアンス、マーカンタイル、サウスサイド、サウス・タラントを管轄し、TEXレールとバスへの乗り継ぎのために設計された。2021年4月現在、一律3ドルでスマートフォンのアプリで予約できる。トリニティ・メトロへの乗り換え乗車券も購入できる。

#### 鉄道
フォートワース駅はジョーンズ・ストリート1001にある。アムトラックのシカゴとサンアントニオ間を結ぶ夜行長距離列車テキサス・イーグル号が1日1往復が停車し、オクラホマシティとフォートワース間を結ぶ昼行中距離列車ハートランド・フライヤー号の南の終着駅であり、北行き、南行きとも1日1便ずつ停車する。この列車はフォートワース駅でテキサス・イーグル号に連絡するダイヤを組んでいる。
また、当駅にはダラスとフォートワース間を結ぶ通勤鉄道のトリニティ・レイル・エクスプレスも乗り入れている。
- 2019年1月、フォートワースのダウンタウンとダラス・フォートワース国際空港を繋ぐ通勤列車TEXレールが開業し、グレープヴァイン、ノース・リッチランド・ヒルズに停車する。
- 通勤列車トリニティ・レイル・エクスプレスがフォートワースのダウンタウンにあるT&P駅とダラス・ユニオン駅を繋ぐ[151]。
- フォートワース駅にアムトラックのハートランド・フライヤー号とテキサス・イーグル号の2本が停車する。

#### 空港
ダラス・フォートワース国際空港(DFW空港)はフォートワースとダラスの間に位置する主要な商業空港である。DFW空港は世界で3番目に運航が多く、10番目に利用者が多い。
空港建設前、その南側にあったサウスウェスト圏国際空港が使用されていた。当初「フォートワース・スター・テレグラム」出版者に因みアモン・カーター・フィールドと呼ばれていた。1953年、サウスウェスト圏国際空港が開業し、1974年までフォートワースの初の空港として操業されていた。1980年に取り壊されるまで遺棄されていた。跡地は州道183号線と360号線にまたがる複合施設となっている。183号線の北側にはかつての空港を示す唯一のものとして滑走路の一部が残っている。
フォートワースには以下の4つの空港がある。:
- フォートワース・アライアンス空港（英語版）
- フォートワース・ミーチャム国際空港（英語版）
- フォートワース・スピンクス空港（英語版）
- フォートワース海軍航空基地統合予備役基地（英語版）

#### 歩行性
2011年、ウォーク・スコアの調査によると、全米50都市中47番目の歩きやすさとなっている。

## 著名な出身者
スポーツ関連
- ウェズ・ブラウン - サッカー選手
- ブランドン・フィネガン - プロ野球選手
- ドナルド・カリー - プロボクサー
- ブラッド・ホープ - プロ野球選手
- ブロック・ホルト - プロ野球選手
- ロジャース・ホーンスビー - プロ野球選手
- ハンター・ペンス - プロ野球選手
- ジョニー・ラザフォード - レーサー
- ケリー・ショパック - プロ野球選手
- スリック - プロレスのマネージャー
- カイル・クリック - プロ野球選手
- ブライアン・レイノルズ - サッカー選手

政治関連
- ジョン・トーマス・シーファー - 駐日アメリカ大使、州議会下院議員
- ダニエル・E・ウォーカー - 公務員、1984年にダラスの共和党全国大会で焼かれた国旗を救った。

映画、テレビ関連
- ケイト・キャプショー - 女優、スティーヴン・スピルバーグの妻
- キャンディ・クラーク - アカデミー賞ノミネート女優
- シェリー・デュヴァル - 女優
- ジョージ・イーズ - 女優
- ラリー・ハグマン - 俳優、『ダラス』J.R.ユーイング役
- バグ・ホール - 俳優
- マーサ・ハイヤー - 女優
- ジェシー・ジェーン - ポルノ女優
- ウォレス・ランガム - 俳優
- レイトン・ミースター - 女優
- ビル・パクストン - 俳優
- ジンジャー・ロジャース - 女優
- ボブ・シーファー - ジャーナリスト
- ハンター・タイロ - 俳優
- ヴァン・ウィリアムズ - 俳優
- モーガン・ウッドワード - 俳優、『ダラス』出演

音楽関連
- リオン・ブリッジズ - グラミー賞ノミネート ソウルシンガー
- T・ボーン・バーネット - アカデミー賞受賞作曲家
- ケリー・クラークソン - グラミー賞受賞歌手
- オーネット・コールマン - ジャズ・ミュージシャン
- ヴァン・クライバーン - ピアニスト
- カーク・フランクリン - ゴスペル歌手
- ジョン・デンバー - シンガーソングライター
- デューイ・レッドマン - ジャズサックス奏者
- タウンズ・ヴァン・ザント - カントリー・シンガーソングライター

文学関連
- パトリシア・ハイスミス - 作家

科学関連
- アラン・ビーン - 宇宙飛行士
- ロバート・メリフィールド - ノーベル賞受賞化学者

その他
- マーク・チャップマン - ジョン・レノン殺害犯
- リー・ハーヴェイ・オズワルド - ジョン・F・ケネディ大統領殺害犯
- ソーピー・スミス - 詐欺師

## 姉妹都市
フォートワースはSister Cities International,Inc.（SCI）によって指定された8の姉妹都市を有している。全米国際姉妹都市協会（Sister Cities International）加盟都市。
- - レッジョ・エミリア（イタリア共和国 エミリア＝ロマーニャ州）1985年
- - 長岡市（日本 新潟県）1987年
- - トリーア（ドイツ連邦共和国 ラインラント＝プファルツ州）1987年
- - バンドン（インドネシア共和国 西ジャワ州）1990年
- - ブダペスト（ハンガリー共和国）1990年
- - トルーカ（メキシコ合衆国 メヒコ州）1998年
- - ムババーネ（エスワティニ王国）2004年
- - 貴陽市（中華人民共和国 貴州省）2010年
- - ニーム（フランス オクシタニー地域圏）2019年